# Boxe anglaise

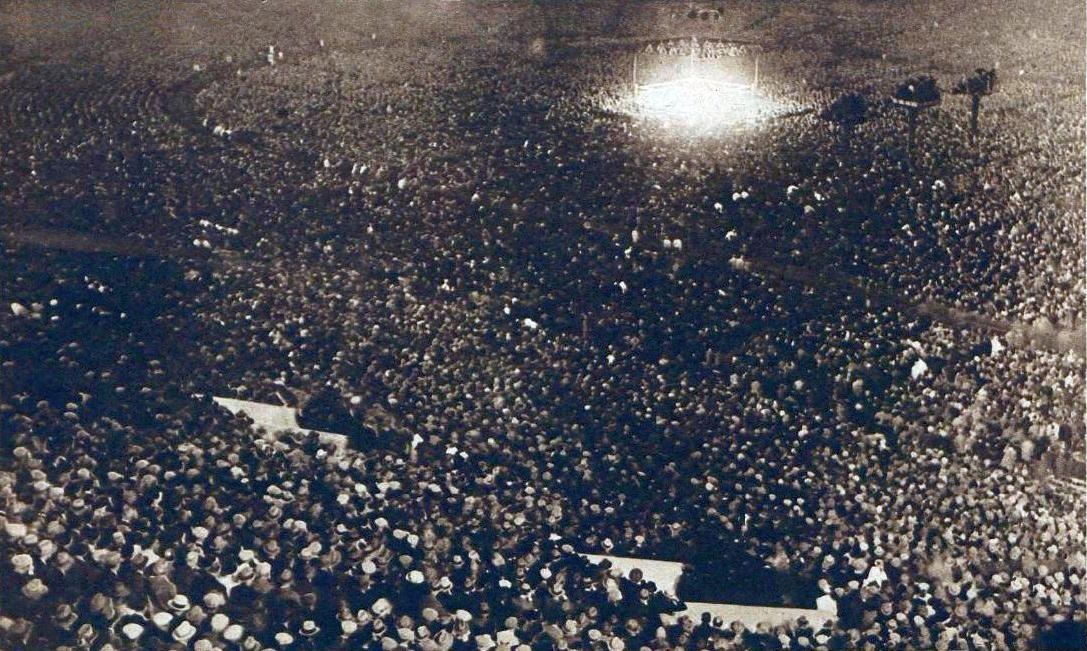
Une partie des 120557 spectateurs du stade de l'Exposition de Philadelphie le 23 septembre 1926, pour le premier match Dempsey-Tunney.

La boxe anglaise, aussi appelée le noble art, est un sport de combat dans lequel deux adversaires, de même catégorie de poids et de même sexe, se rencontrent sur un ring, munis de gants rembourrés afin de limiter le risque de coupure, et s'échangent des coups de poing, portés au visage et au buste. Le combat est divisé en intervalles de temps, les rounds, ou reprises en français, séparés par une minute de repos annoncée par une cloche où le pugiliste pourra être conseillé et soigné si besoin.
Que ce soit en boxe olympique ou professionnelle, les boxeurs tentent d'éviter les coups de poing de leur adversaire tout en essayant de le toucher. Des points sont attribués à chaque coup considéré comme net, puissant et précis. À la fin du combat, le boxeur ayant le plus de points est déclaré vainqueur. La victoire peut également être atteinte si un combattant met son adversaire hors de combat (par knockout ou KO), c’est-à-dire dans l'incapacité de se relever et de reprendre le combat après le compte de dix secondes de l'arbitre. Un combattant est également déclaré vainqueur si son adversaire blessé ne peut continuer le combat (KO technique ou TKO).

## Histoire

### Dans l'Antiquité

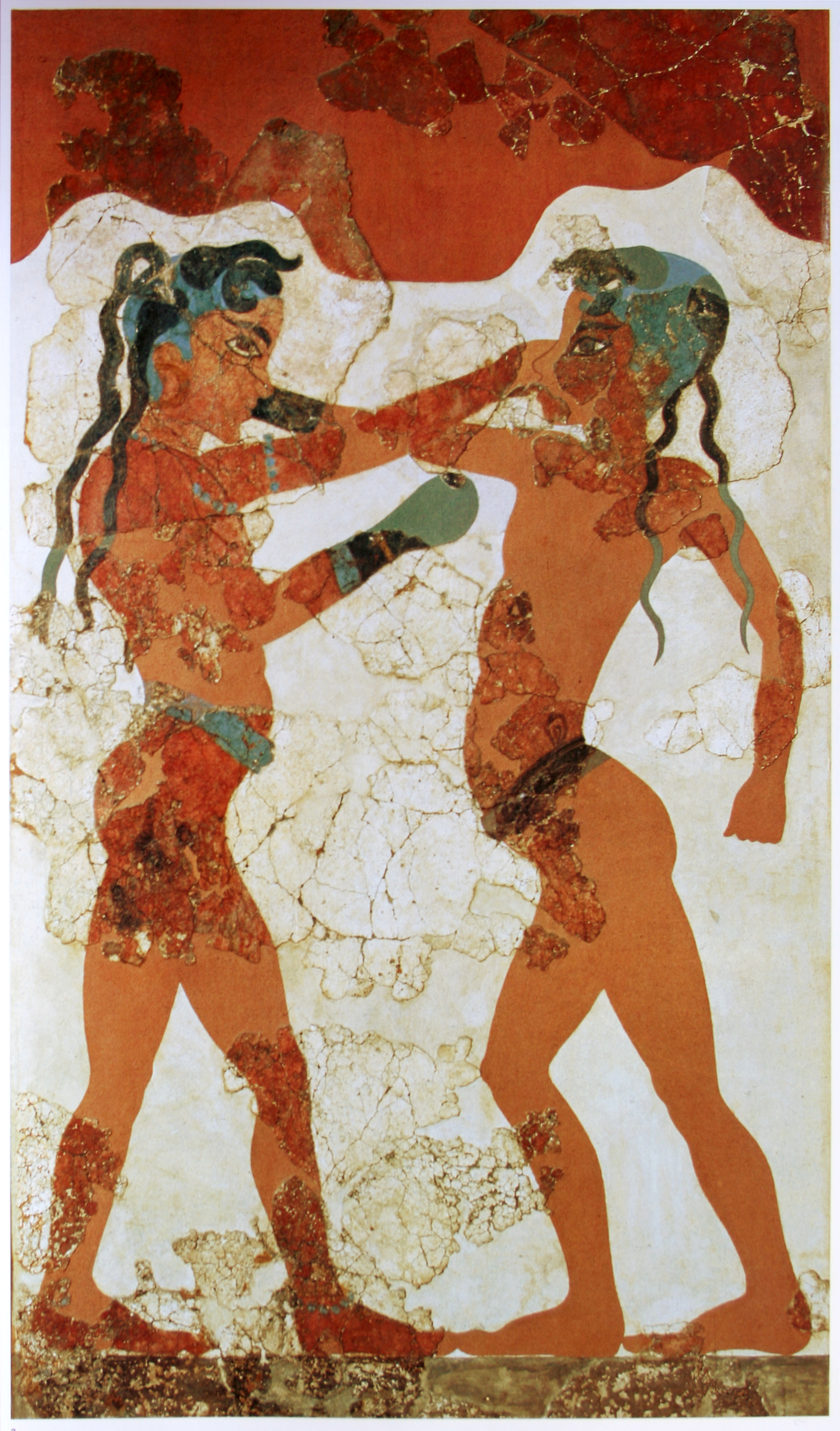
Jeunes boxeurs minoens sur une fresque découverte à Akrotiri (Santorin). Premier document montrant l'utilisation de gants.

Certains reliefs prouvent que des combats similaires à la boxe existaient déjà en Mésopotamie et en Égypte antique. D'autres reliefs du IIe millénaire avant Jésus Christ attestent de la présence de combats à mains nues en Assyrie et à Babylone ainsi que chez les Hittites en  Asie Mineure. La première utilisation de gants remonte à la Civilisation minoenne (1500-900 avant Jésus Christ) et aux Géants de Mont-Prama en Sardaigne (2000-1000 avant Jésus Christ).
La boxe est pour la première fois pratiquée comme un sport à part entière dans la Grèce antique lors des Jeux panhelléniques à Olympie, à Delphes, à l'Isthme et à Némée,. En effet, le pugilat (apparu en 688 avant Jésus Christ) et le pancrace (638 avant Jésus Christ) s'apparentent à la boxe.
Le premier n'autorise que les coups de poing alors que le deuxième comprend aussi l'utilisation des coups de pied et des prises de lutte. L'unique objectif de ces deux sports est de mettre hors combat l'adversaire lors d'un round unique.
La pratique du pugilat se poursuit dans la dynastie des Étrusques, importée des royaumes Grecs,. De nombreux documents présentent des pugilistes tout au long du règne des Étrusques, notamment lors des jeux funéraires les ludi,.
La boxe antique atteindra son apogée à Rome, héritière de la culture grecque et étrusque. Les combats de pugilats ont lieu en Grèce, aux Jeux Olympiques. Les pugilistes portent des cestes, des lanières de cuir couvertes de bandelettes de fer. Le pugilat et le pancrace sont abolis avec les Jeux olympiques en 394 par l'empereur Théodose Ier, les installations olympiques sont incendiées par son petit-fils Théodose II.

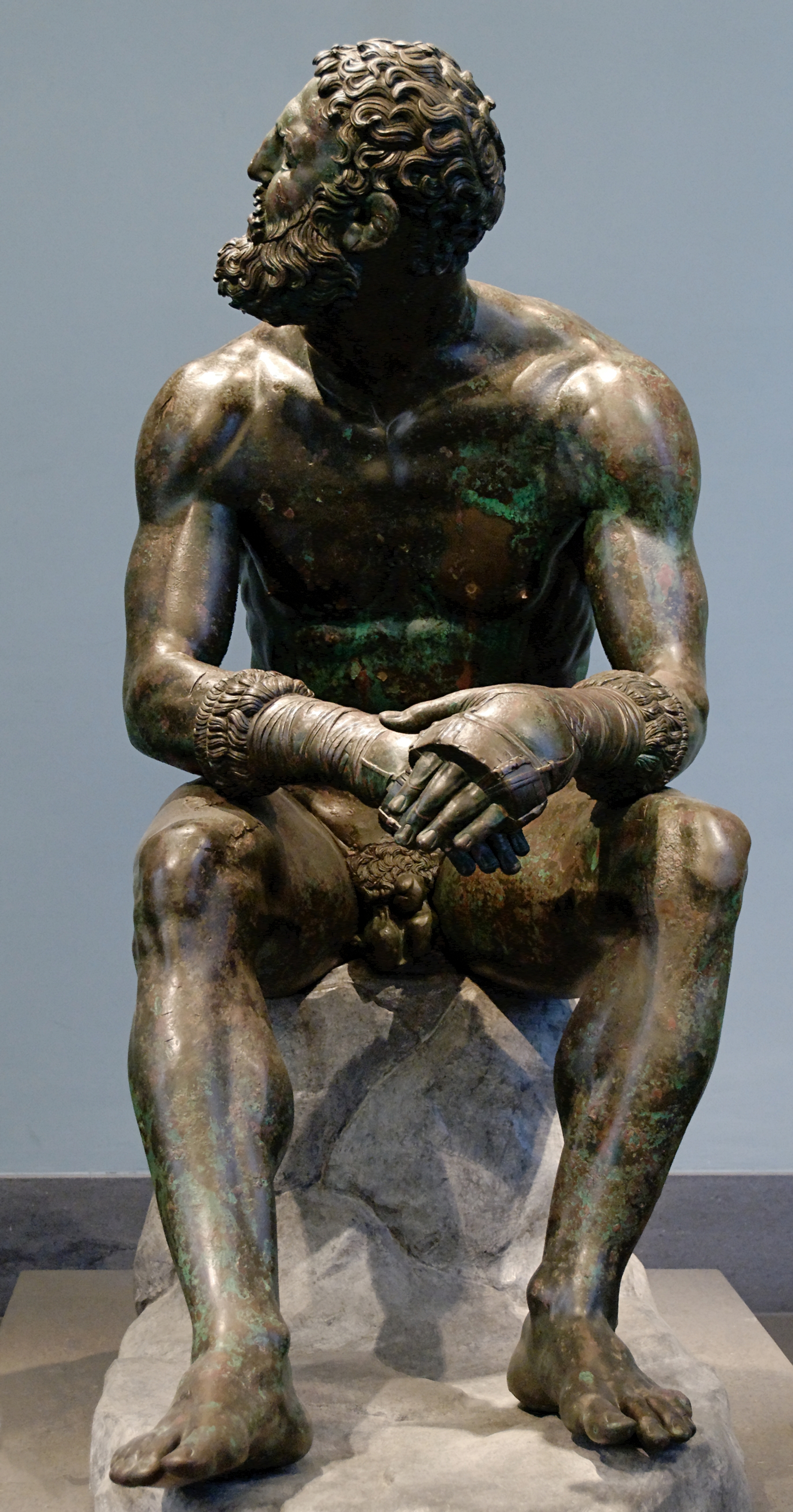
Le pugiliste des Thermes, un athlète au repos après un combat de boxe.
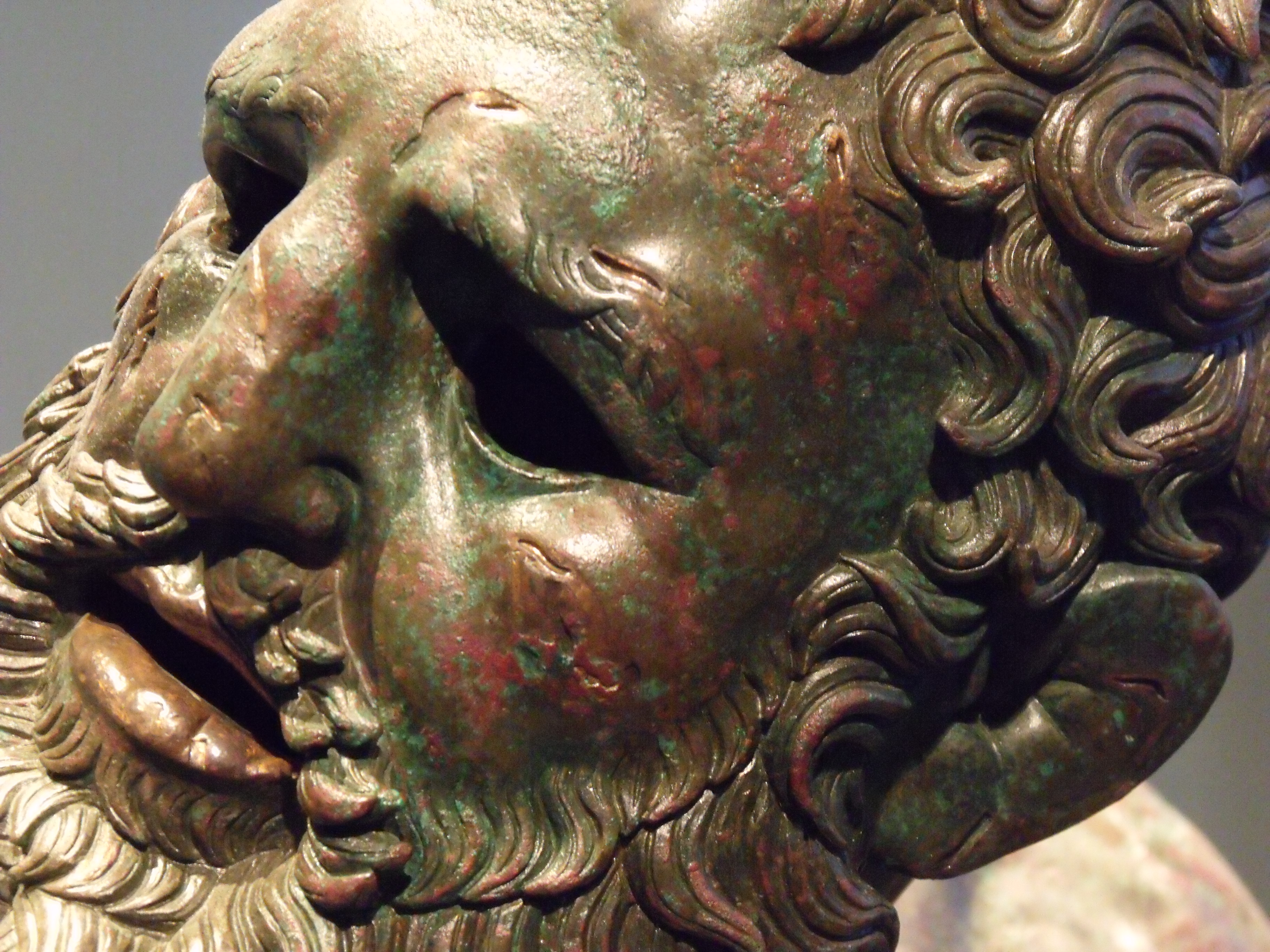
Séquelles sur le visage du pugiliste montrant la violence des combats.
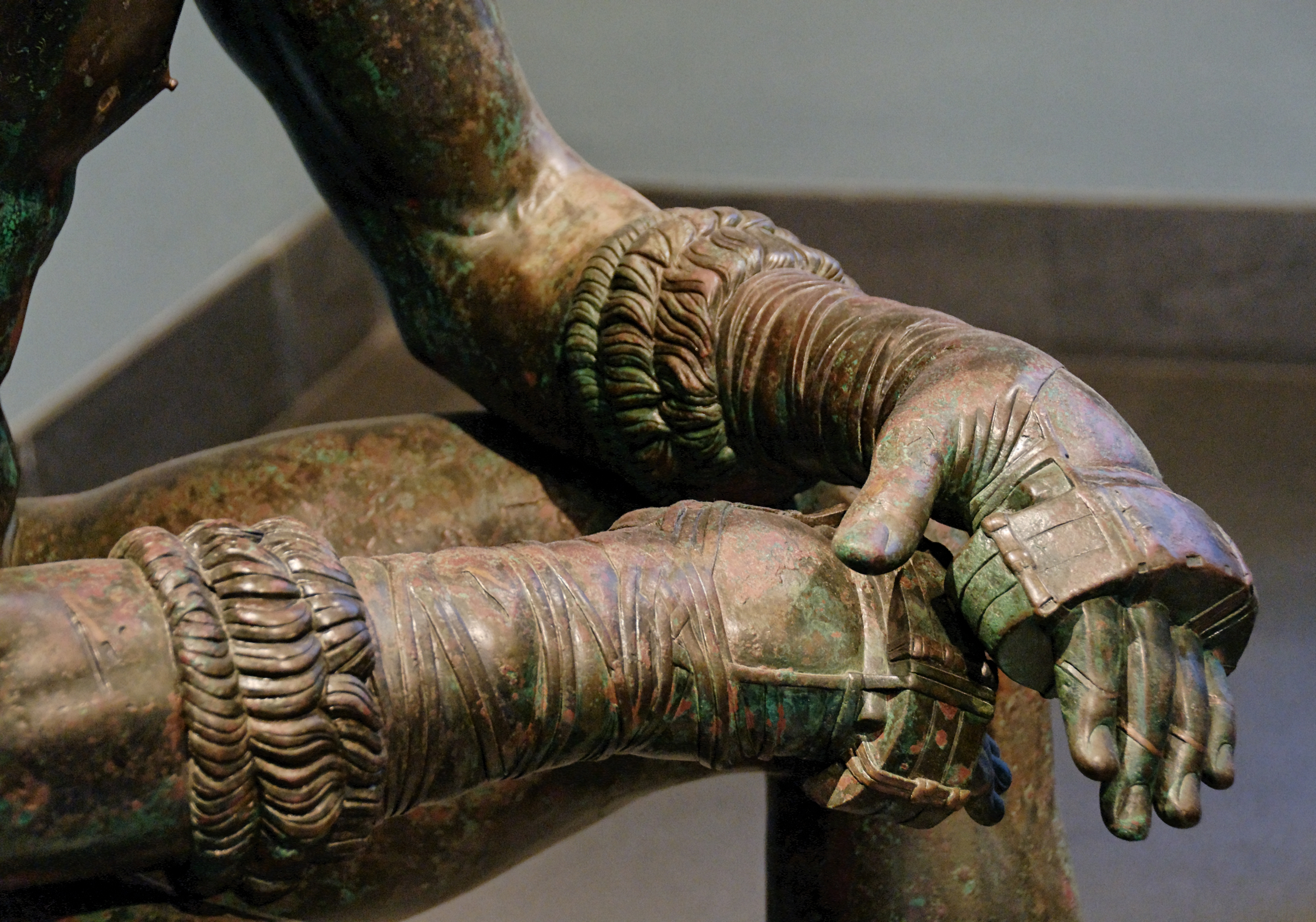
Les lanières de cuir servant à protéger les mains.

### Boxe anglaise auXVIIIesiècle
La boxe réapparaît au XVIIIe siècle ; les matchs étaient alors organisés par des parieurs qui prirent comme modèle le pugilat. Elle est à l'époque peu réglementée et est pratiquée à mains nues.
Le premier grand champion de boxe à mains nues fut le maître d'armes James Figg en 1719. Son élève, Jack Broughton, gagna près de 400 combats jusqu'au jour où il tua accidentellement son adversaire. Traumatisé, il codifia en 1743 le combat en une série de règles, lesquelles furent appliquées officiellement en 1838, dans le cadre du London Prize Ring.

### Avènement des règles modernes
En 1865, le sportif John Graham Chambers, avec l'aide du marquis de Queensberry, font approuver de nouvelles règles : elles rendent obligatoire le port de gants de protection et interdit les combats au finish, ce qui interdit aussi de frapper l'adversaire au sol.
Les règles du Marquis de Queensberry ont mis l'accent sur l'agilité plutôt que sur la force. Ces nouvelles règles interdisaient le combat à mains nues, le corps à corps, l'étouffement, les coups lorsque l'adversaire est impuissant et le combat au finish (combat qui ne s’achève que par l’abandon de l’adversaire ou sa mise hors combat par KO). Les rencontres sont divisées en plusieurs rounds de trois minutes. Cette règle existe toujours pour la boxe amateur masculine qui compte trois rounds par combat ; en boxe professionnelle, ces rounds, entrecoupés de phases de repos d'une minute, peuvent atteindre le nombre de 12 dans un seul combat. Un participant perd le combat s'il reste au sol plus de dix secondes, allongé ou en appui sur un genou ou s'il est considéré comme incapable de revenir se battre. Ces règles stipulent également que les combats doivent avoir lieu dans un ring de 6,00 m maximum et 4,90 m au minimum de côté. 
Le dernier champion poids lourds à mains nues fut l'Américain John L. Sullivan, en 1889. Ces règles ne s'imposent donc que progressivement, comme l'atteste le plus long combat au finish de l'histoire de la boxe le 6 avril 1893 à la Nouvelle Orléans entre Andy Bowen et Jack Burke, soit en 111 reprises pendant sept heures et dix-neuf minutes, l'arbitre suspendit le combat à la tombée de la nuit, déclarant les 2 boxeurs ex æquo,. Ce combat reste le dernier de Burke qui s'est cassé tous les os de ses deux mains. Andy Bowen, qui a participé à quelques combats après, est mort des suites d'une blessure à la tête lors de sa dernière rencontre qui l'a opposé à Lavigne.

### La boxe anglaise débarque en France

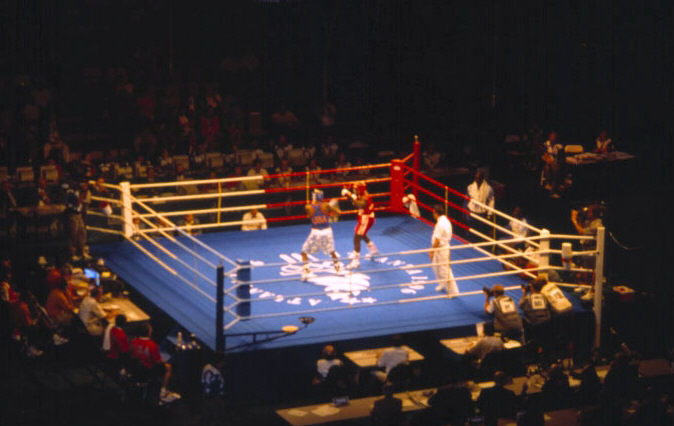
Lors des Jeux olympiques d'été de 1996 à Atlanta.

C'est en 1899 que Louis Lerda, de retour des États-Unis, tente d'implanter la boxe anglaise en France. Le premier combat a lieu à la salle Wagram à Paris et, le 15 février 1903, la Fédération française des sociétés de boxe est créée par quatre jeunes pratiquants, Albert Bourdariat, Frantz Reichel, Van Rosose et Paul Rousseau, lequel est élu président. Sous l'impulsion de Victor Breyer et de Théodore Vienne, des matchs ont lieu à la Grande Roue et au Cirque d'hiver. Les combats professionnels étant rémunérés, ils attirent de plus en plus de monde : le succès en conséquence, fait monter les primes, et contribue à rendre ce sport populaire. Les principales salles parisiennes sont, avant 1914, le Cirque de Paris, le Wonderland, l’Élysée-Montmartre et les Folies Bergère. Le plus long combat à Paris a lieu le 17 avril 1909 et dure 49 rounds entre Joe Jeanette qui doit plusieurs fois être « réveillé » à coup de masque à oxygène et Sam McVey qui finalement abandonne après 2h30 de combat. 

### Organisation actuelle
La boxe anglaise comprend différentes sections que sont la boxe amateur, professionnelle, éducative et féminine. La Fédération internationale de boxe amateur reconnue par le CIO est l'AIBA. Si l'on rencontre des compétitions d'amateurs et de professionnels, seuls les amateurs sont autorisés à combattre aux Jeux olympiques jusqu'aux Jeux de 2012, où une ouverture timide se fait en faveur des femmes. À compter de 2016, les jeux s'ouvrent aux professionnels.
Les combats sont tenus par deux hommes (ou deux femmes) qui ont l'obligation de porter des gants, une chaussure sans pointe ni talon, une culotte à mi-cuisse, une coquille protectrice (pour les hommes), un protège-dents  et un maillot léger sans manche. Des protections pubiennes et de poitrine sont autorisées pour les femmes. Les boxeurs amateurs autres que les seniors masculins peuvent porter un casque protecteur ; celui-ci était obligatoire jusqu'en 2013, il est prévu qu'il soit totalement interdit à compter de 2018. Seuls les coups délivrés avec le poing fermé et qui atteignent l'adversaire avec la partie du gant recouvrant la tête des métacarpiens et les premières phalanges sont autorisés. Les coups réguliers doivent atteindre les parties antérieures et latérales du buste ou de la tête. Les coups qui ne sont pas délivrés dans ces conditions sont des coups irréguliers susceptibles d'entrainer une sanction de la part de l'arbitre.
La boxe professionnelle n'est pas fédérée par un organe unique mais par principalement quatre fédérations concurrentes : la WBA, l'IBF, la WBC, la WBO.
L'équipement des boxeurs diffère entre la boxe amateur et la boxe professionnelle : le port d'un débardeur est ainsi l'apanage de la boxe amateur. Il existe aussi différentes sortes d'affrontements tel que le light.

## Matériel et équipement

### Ring
Il peut faire 8,00 m de côté au maximum et 6,00 m de côté au minimum avec trois cordes en chanvre ayant au minimum 2 cm et 3 cm de diamètre au maximum et entourées de plastique ou d'étoffe.
Les cordes devront être placées à 30 cm des poteaux entourant le ring et les coins seront rembourrés de la base au sommet du poteau par un coussin de cordes de protection. La première corde sera à 40 cm la seconde à 80 cm et la dernière à 130 cm du sol. Il peut être posé à même le sol ou posé sur une estrade.

### Gants

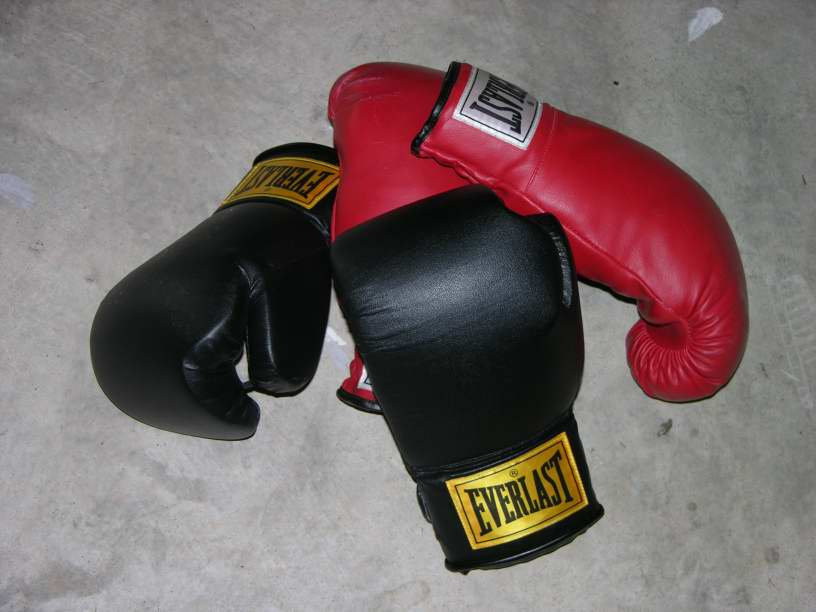
Deux paires de gants de boxe.

Ils devront être en très bon état, en cuir ou matière similaire uniformément rembourrés de crin ou matières similaires.
En boxe amateur, les gants sont de 10 OZ (ou Once) jusqu’aux -64 kg et 12 OZ (ou Once) à partir des -69 kg.
En boxe professionnelle, les gants à lacets sont de 8 ou 10 OZ en fonction de la catégorie de poids.

### Bandages
Tout boxeur a le droit de mettre des bandages aux mains.
Ils doivent être constitués de bandes chirurgicales de 2 m de long et 4 cm de large ou en tissu pour la boxe amateur.
Ces bandages vont permettre d'empêcher les blessures au niveau des métacarpiens et permettre d'absorber la transpiration et d'éviter les gerçures.

### Chaussures de boxe
Elles ont une tige et une empeigne faite en matière souple (cuir, peau), la semelle, rigide sans être dure et d'une épaisseur de 2 à 5 mm, est plate sans talon ni talonnette et non débordante, sans talons ni pointes.

## Sections
En France, la boxe anglaise se décline en plusieurs sections :
- La boxe loisir permet l'affrontement sans risque d'accident : les contacts sont minimes et les compétitions interdites. Elle porte ainsi l'accent sur l'apprentissage des fondamentaux de la boxe et la forme physique.
- La boxe éducative assaut autorise les compétitions, mais dans un cadre non-violent : seules les touches sont autorisées. Les frappe appuyées, les comportements violents et les KO sont sanctionnés. L'accent est ainsi porté sur la maîtrise technique et la tactique. Lors des compétitions, le port d'un casque intégral est obligatoire.
- La boxe pré-combat permet une transition progressive entre la boxe éducative assaut et la boxe amateur : les coups appuyés sont permis, le KO est autorisé mais ne détermine pas l’issue du match. Le casque est renforcé au niveau des pommettes.
- La boxe amateur permet de pratiquer la boxe dans toute son intensité, 3 rounds de 3 min, dans lesquels on gagne par K.O ou par décision des juges, sans casque après les 10 premiers combat, et l'accès à des compétitions telles que les Jeux Olympiques.
- La boxe professionnelle autorise des combats longs (de 4 à 12 rounds de 3 min pour les hommes et de 4 à 10 rounds de 2 min pour les femmes) dans lesquels on gagne le combat soit par K.O ou par la décision des juges[16].

## Catégories
Aux Jeux olympiques, il y a 10 catégories amateurs pour les hommes, et trois pour les femmes. Les femmes pesant moins de 48 kg, ou entre 51 et 57 kg ou entre 60 et 69 kg ou plus de 75 kg n'ont pas accès aux Jeux. La demande de la  Women Boxing Archive Network (WBAN) au président du Comité international olympique d'augmenter pour les Jeux de 2016 le nombre de catégories féminines, dont le faible nombre diminue les chances de succès des femmes et est perçu comme une discrimination, s'est heurtée à une fin de non-recevoir.
| Catégorie                                | Boxe professionnelle masculine         | Boxe professionnelle féminine    | Boxe amateur masculine (J.O) | Boxe amateur féminine (J.O) |
| ---------------------------------------- | -------------------------------------- | -------------------------------- | ---------------------------- | --------------------------- |
| Poids pailles                            | Inférieur à 47,128 kg (105 livres)     |                                  |                              |                             |
| Poids mi-mouches                         | Entre 47,128 et 48,988 kg (108 livres) |                                  | Entre 46 et 49 kg            |                             |
| Poids mouches                            | Entre 48,988 et 50,802 kg (112 livres) | Autour de 51 kg (112 livres)     | Entre 49 et 52 kg            | Entre 48 et 51 kg           |
| Poids super-mouches                      | Entre 50,802 et 52,163 kg (115 livres) |                                  |                              |                             |
| Poids coqs                               | Entre 52,163 et 53,525 kg (118 livres) |                                  | Entre 52 et 56 kg            |                             |
| Poids super-coqs                         | Entre 53,525 et 55,338 kg (122 livres) |                                  |                              |                             |
| Poids plumes                             | Entre 55,338 et 57,152 kg (126 livres) | Autour de 57 kg (125-126 livres) |                              |                             |
| Poids super-plumes                       | Entre 57,152 et 58,967 kg (130 livres) |                                  |                              |                             |
| Poids légers                             | Entre 58,967 et 61,237 kg (135 livres) | Autour de 60 kg (132 livres)     | Entre 56 et 60 kg            | Entre 57 et 60 kg           |
| Poids super-légers                       | Entre 61,237 et 63,503 kg (140 livres) |                                  | Entre 60 et 64 kg            |                             |
| Poids welters (ou mi-moyens)             | Entre 63,503 et 66,678 kg (147 livres) |                                  | Entre 64 et 69 kg            |                             |
| Poids super-welters (ou super mi-moyens) | Entre 66,678 et 69,853 kg (154 livres) | Idem que les hommes              |                              |                             |
| Poids moyens                             | Entre 69,853 et 72,574 kg (160 livres) | Idem que les hommes              | Entre 69 et 75 kg            | Entre 69 et 75 kg           |
| Poids super-moyens                       | Entre 72,574 et 76,205 kg (168 livres) | Idem que les hommes              |                              |                             |
| Poids mi-lourds                          | Entre 76,205 et 79,378 kg (175 livres) |                                  | Entre 75 et 81 kg            |                             |
| Poids lourds-légers                      | Entre 79,378 et 90,719 kg (200 livres) |                                  |                              |                             |
| Poids lourds                             | Plus de 90,719 kg                      | Plus de 76,21 kg                 | Entre 81 et 91 kg            |                             |
| Poids super-lourds                       |                                        |                                  | Plus de 91 kg                |                             |

## Combats amateurs aux Jeux olympiques
Les combats amateurs se composent de :
- 3 rounds de 3 minutes pour les hommes ; après les 10 premiers combats.
- 3 rounds de 3 minutes pour les femmes ; après les 10 premiers combats.
- 3 rounds de  3 minutes pour les juniors, féminins et masculins, sous réserve d'avoir réalisé au moins 5 combats[15].

## Techniques

### Techniques offensives
Cette boxe utilise plusieurs techniques de poing qui peuvent toucher : à la face ; sur le côté de la tête (mais pas à l'arrière) et au corps (de face ou de côté).

#### Coups de poing usuels
- Direct : coup de poing direct. Il est de forme pistonnée, fouettée ou balancée-jetée. Il existe des nuances. Ainsi, le jab est un direct à petite course donné avec le poing avant qui sert à tenir à distance l'adversaire alors que le lead est un direct à grande course et très lourd donné avec le poing arrière.
- Direct court : coup de poing dans l’axe exécuté sur le bas du buste adverse le pouce en haut et à mi-distance. Contrairement à l’uppercut utilisant la poussée des jambes et l’action de l’épaule, il s’exécute avec une activité plus prononcée du coude.
- Crochet : coup de poing circulaire (crocheté). Il existe d'autres formes de coups circulaires : le swing (appelé également stick-punch) et le half-swing.
- Uppercut : coup de poing remontant. Il est classé dans la catégorie des coups circulaires, ce qui n’est pas toujours le cas.

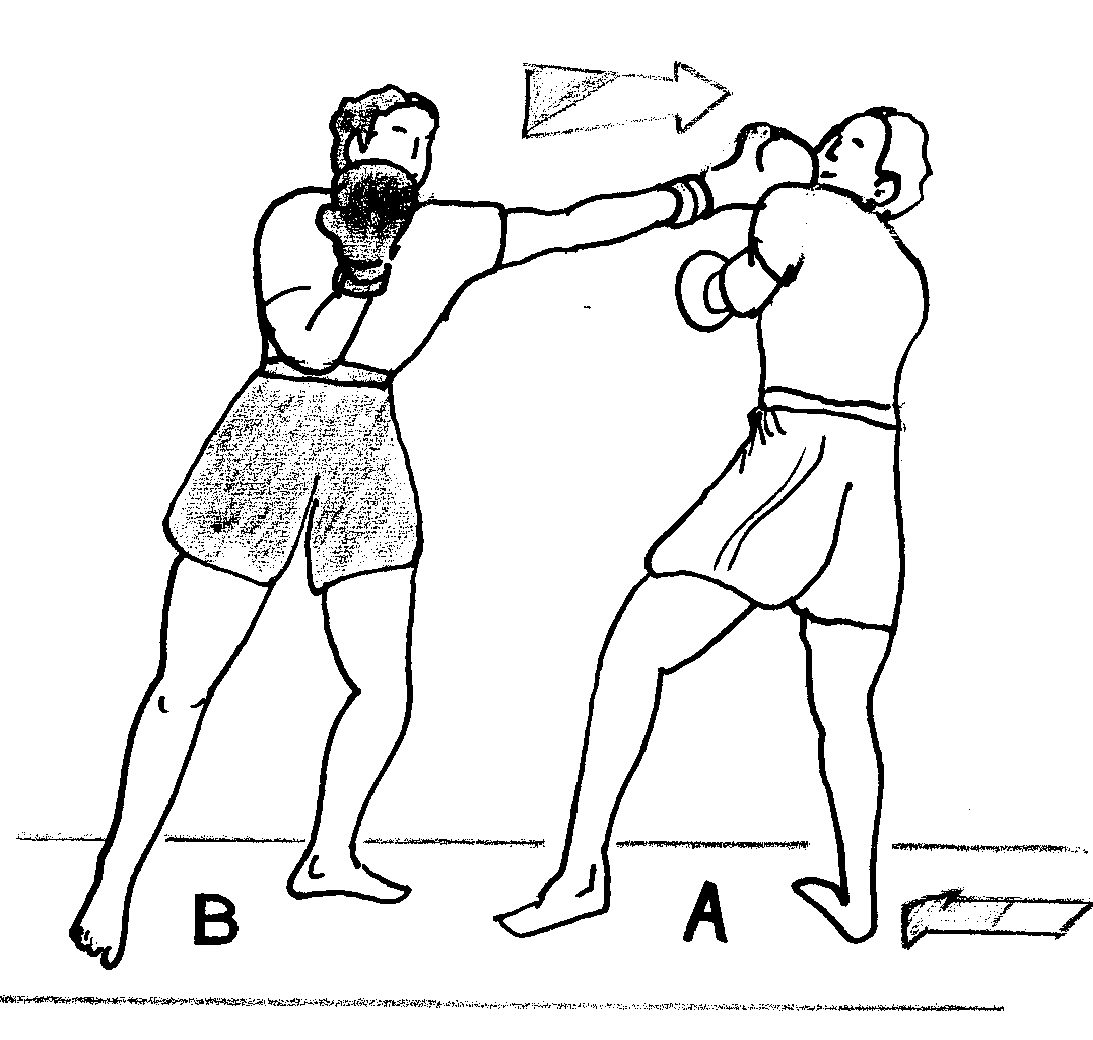
Direct du bras avant (jab).
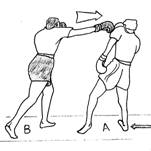
Direct long du bras arrière (cross).
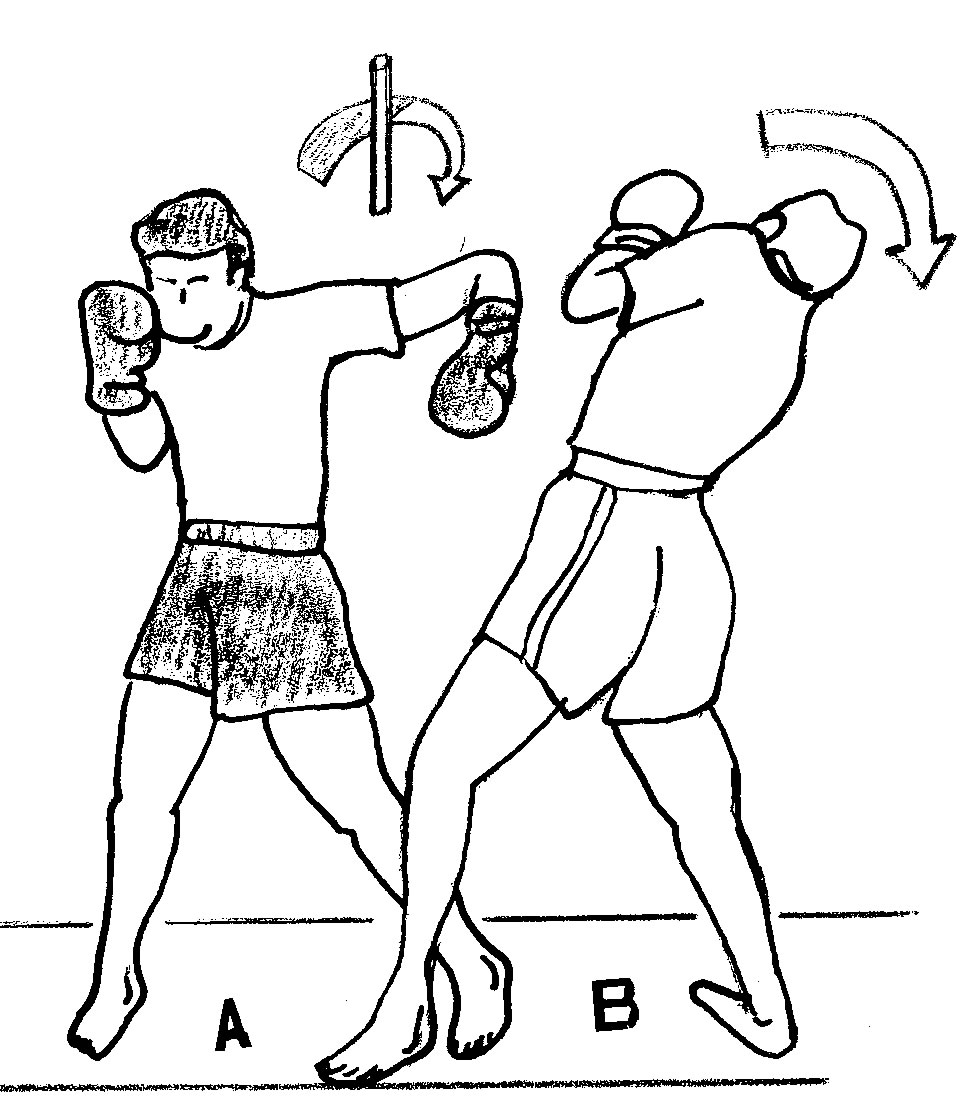
Crochet.
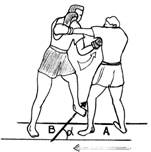
Uppercut, ici en contre.

#### Techniques moins pratiquées
- Overhand : coup de poing descendant (plongeant).
- Le cross-counter se présente comme un contre qui croise le bras adverse. Pour cela, l'arme la plus souvent utilisée est le direct ou le overhand.

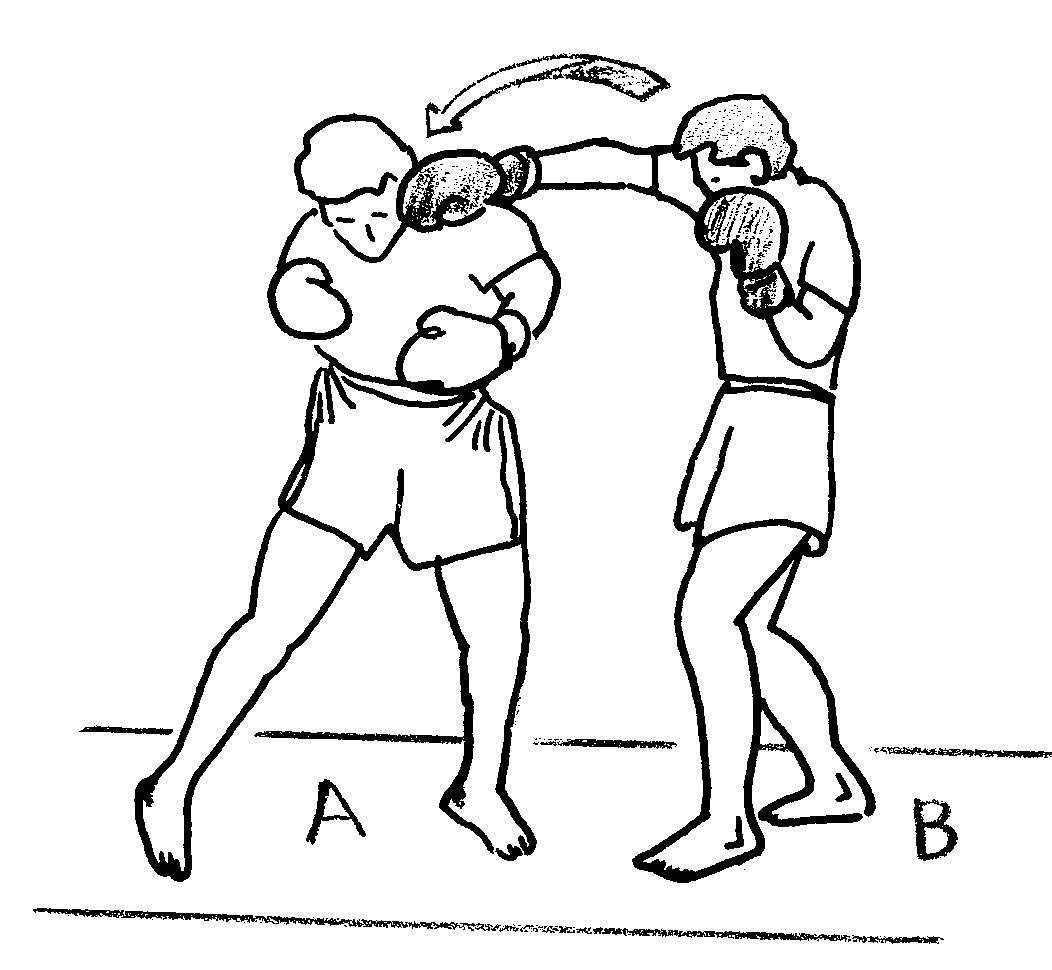
Overhand (drop).
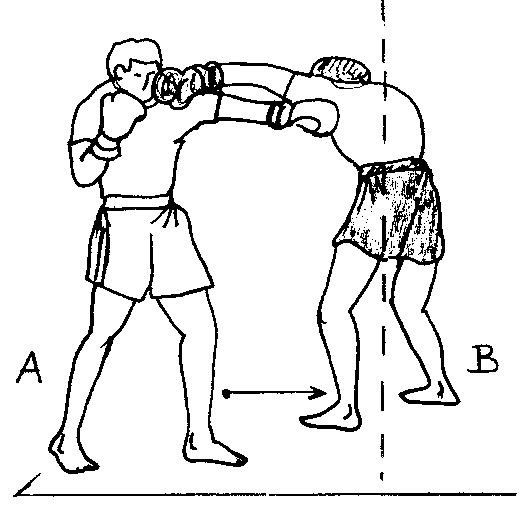
Cross-counter (contre croisé).
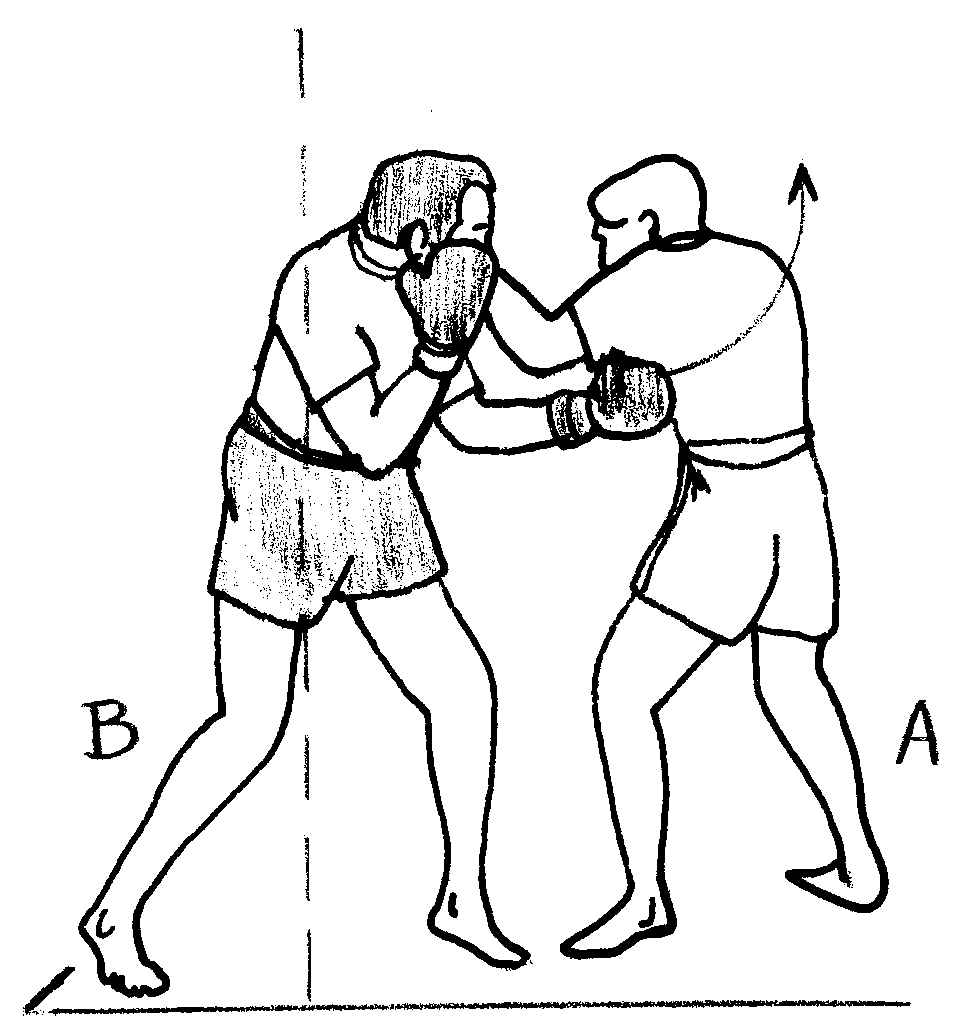
Direct court.

#### Techniques mixtes et hybrides
- Bolo-punch : coup de poing circulaire exécuté à 45° et envoyé de bas en haut. C’est une technique dite mixte à mi-chemin entre l'uppercut et le crochet.
- Semi-crochet : coup mixte à mi-chemin entre un crochet et un direct.
- Semi-uppercut : coup mixte à mi-chemin entre un uppercut et un direct et qui atteint le plus souvent le buste adverse. Il ressemble à un direct court remontant.
- Shift-punch : coup créé par Bob Fitzsimmons (qui inventa aussi un bon nombre d'enchaînements en 1880), ce coup tient du crochet et de l'uppercut. Il vise le creux épigastrique.

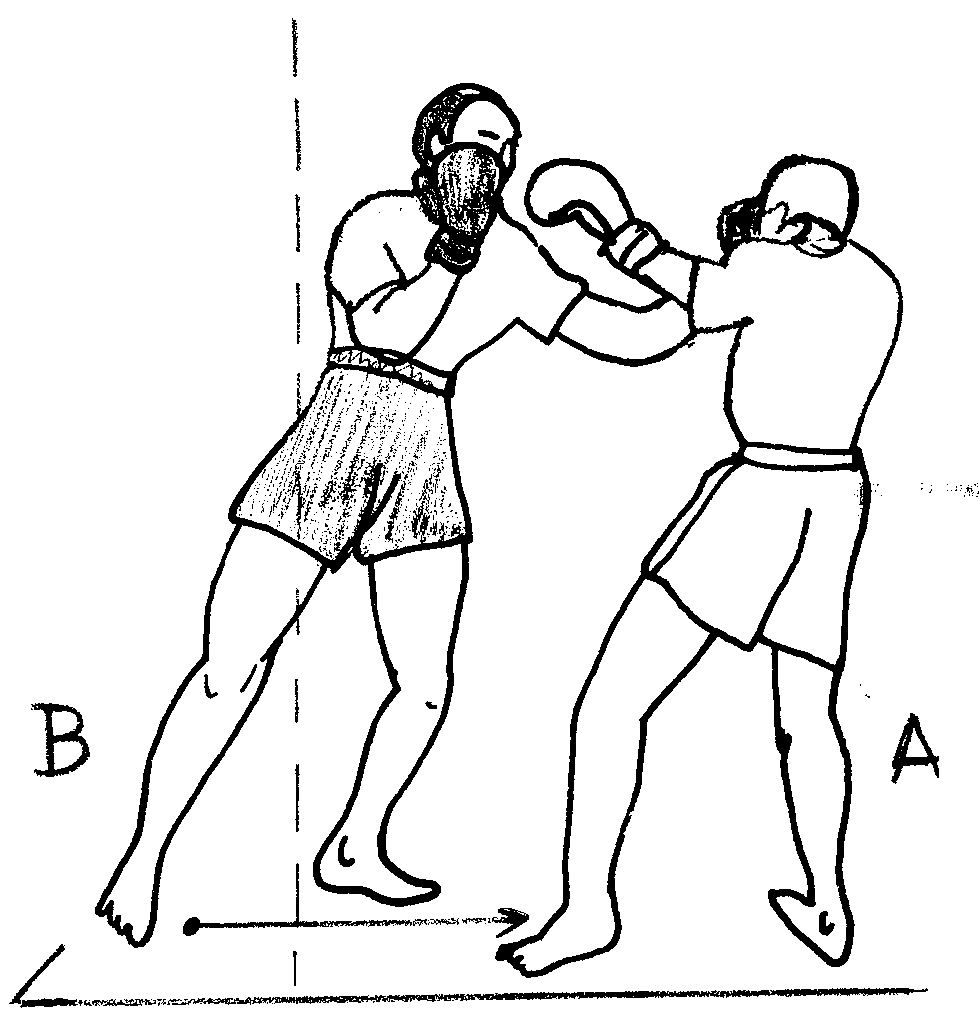
Bolo-punch, ici en contre sur un jab adverse.
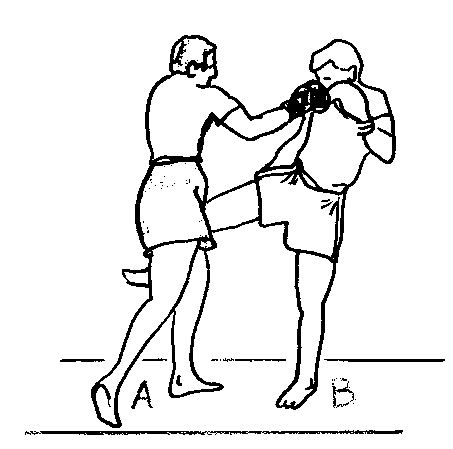
Semi-crochet, ici en contre sur avancée adverse.
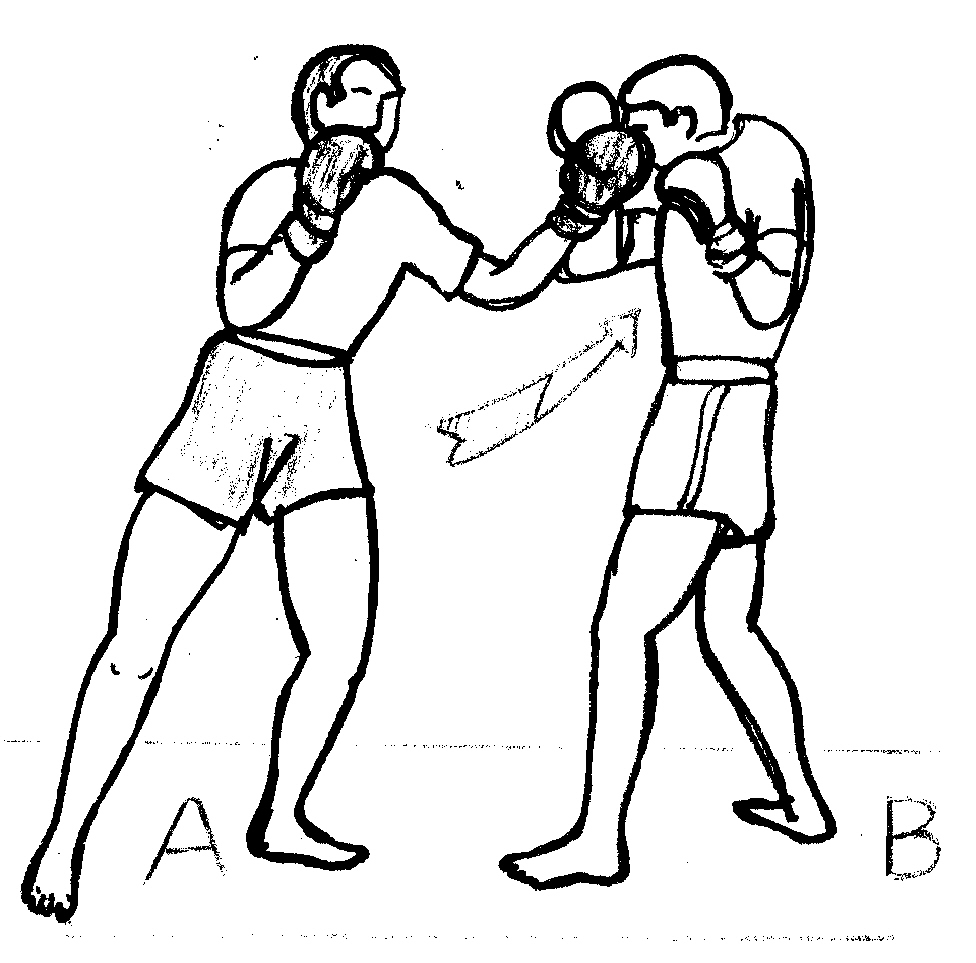
Semi-uppercut en attaque.

### Défense
La défense est un ensemble de comportements destinés à faire échec à l’offensive adverse. Cela comprend les blocages, les déviations, les esquives et les déplacements.
On distingue plusieurs objectifs de défense : 
- La simple mise en sécurité de ses propres cibles (défense dite passive : couverture neutre, blocage neutre...) ;
- La réalisation d’actions destinées à utiliser l’activité adverse à son avantage (défense active). Le blocage déviant et la parade chassée réalisés dans le but de déséquilibrer ainsi que le blocage absorbant et l’esquive permettent au boxeur d'engager des ripostes ;
- La mise en difficulté de réalisations offensives adverses (par le raccourcissement ou l’augmentation de la distance, le verrouillage des armes adverses, la déstabilisation à base de techniques de menace, de leurre...).

Ces deux derniers objectifs nécessitent des qualités d’initiative, d’anticipation et d’à-propos. Pour dépasser un cliché qui dit « la meilleure défense, c'est l'attaque », on dira : le but à atteindre est d’être capable de défendre et de contre-attaquer dans toutes les positions avec le moindre risque.
On distingue par ailleurs trois catégories de défense :
- la défense dite « classique » ayant pour but d’annihiler l’action adverse (ex. : « couverture », parade bloquée, parade opposition...) ;
- la défense dite « active » favorisant l’utilisation de l’action adverse (ex. : absorption de choc, coup d’arrêt, dégagement) ;
- la neutralisation ou activité d’anticipation ayant pour but d’empêcher le déclenchement de l’offensive adverse.

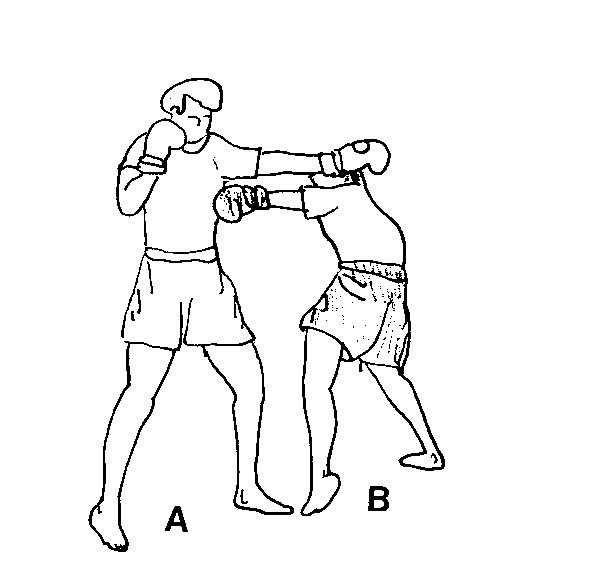
Désaxage.
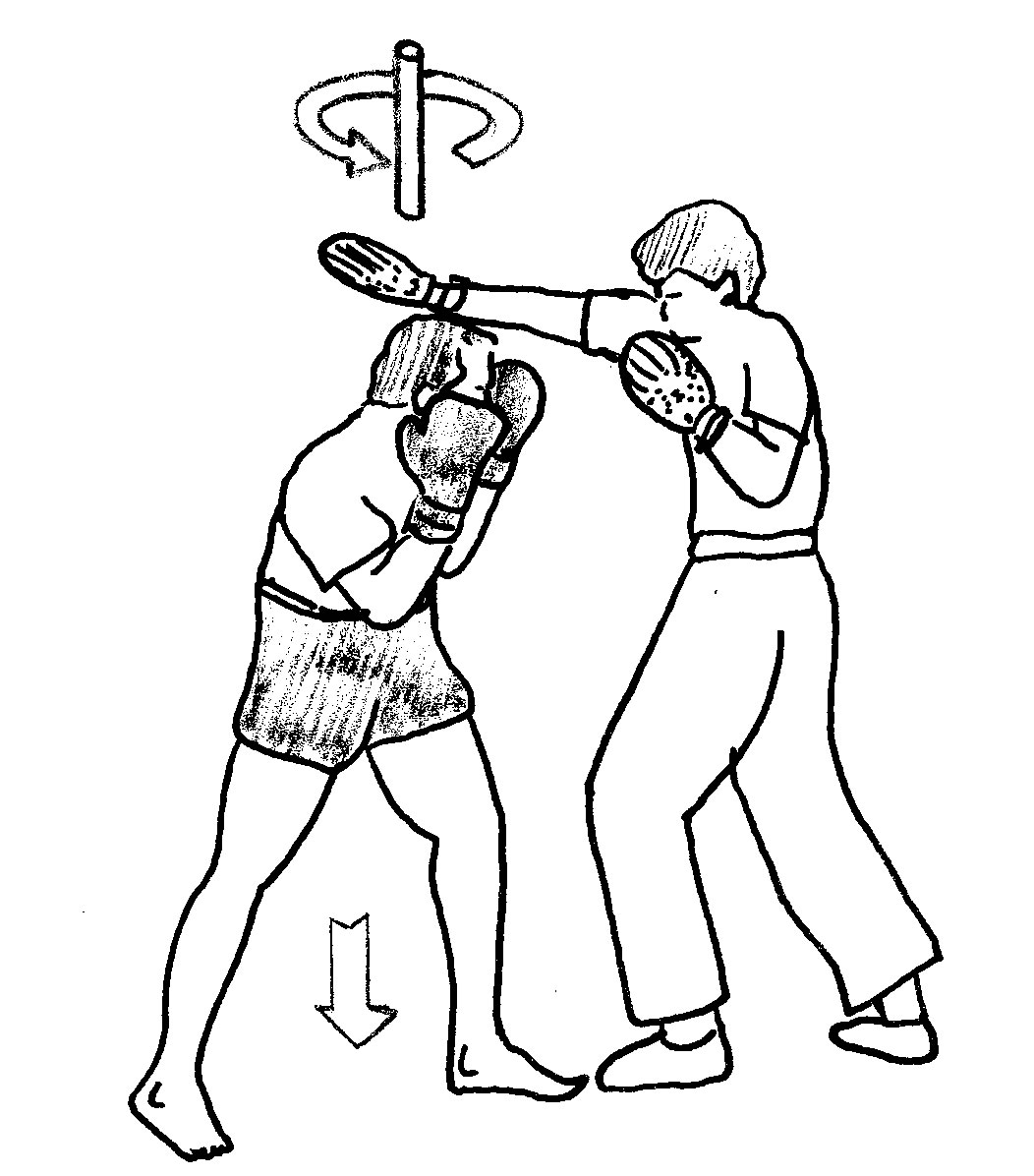
Abaissement (ici esquive rotative).
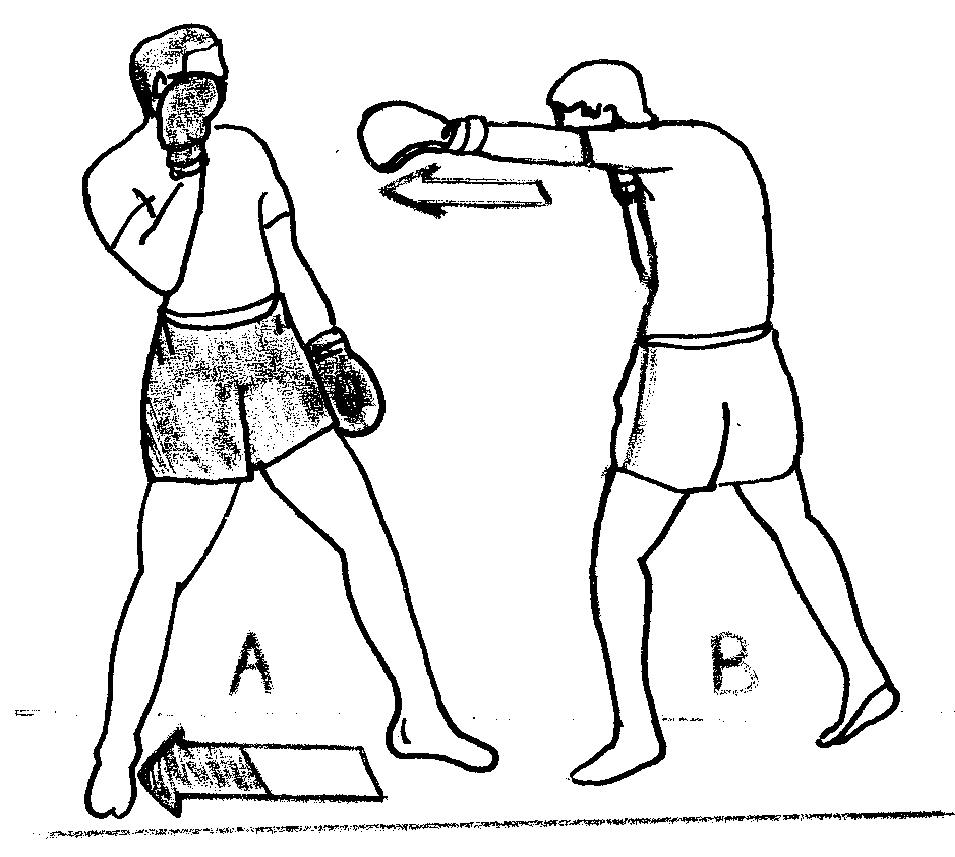
Pas de retrait.
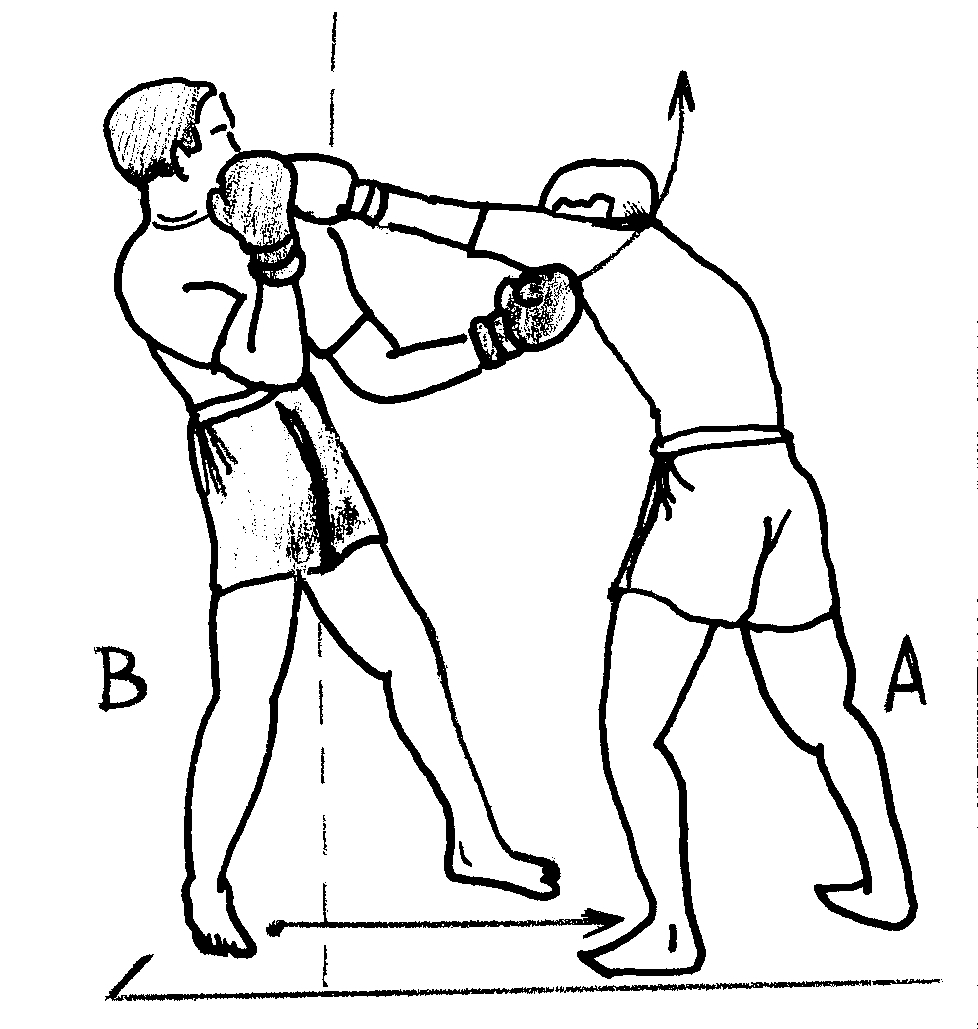
Retrait de buste.

#### Exemples de défense

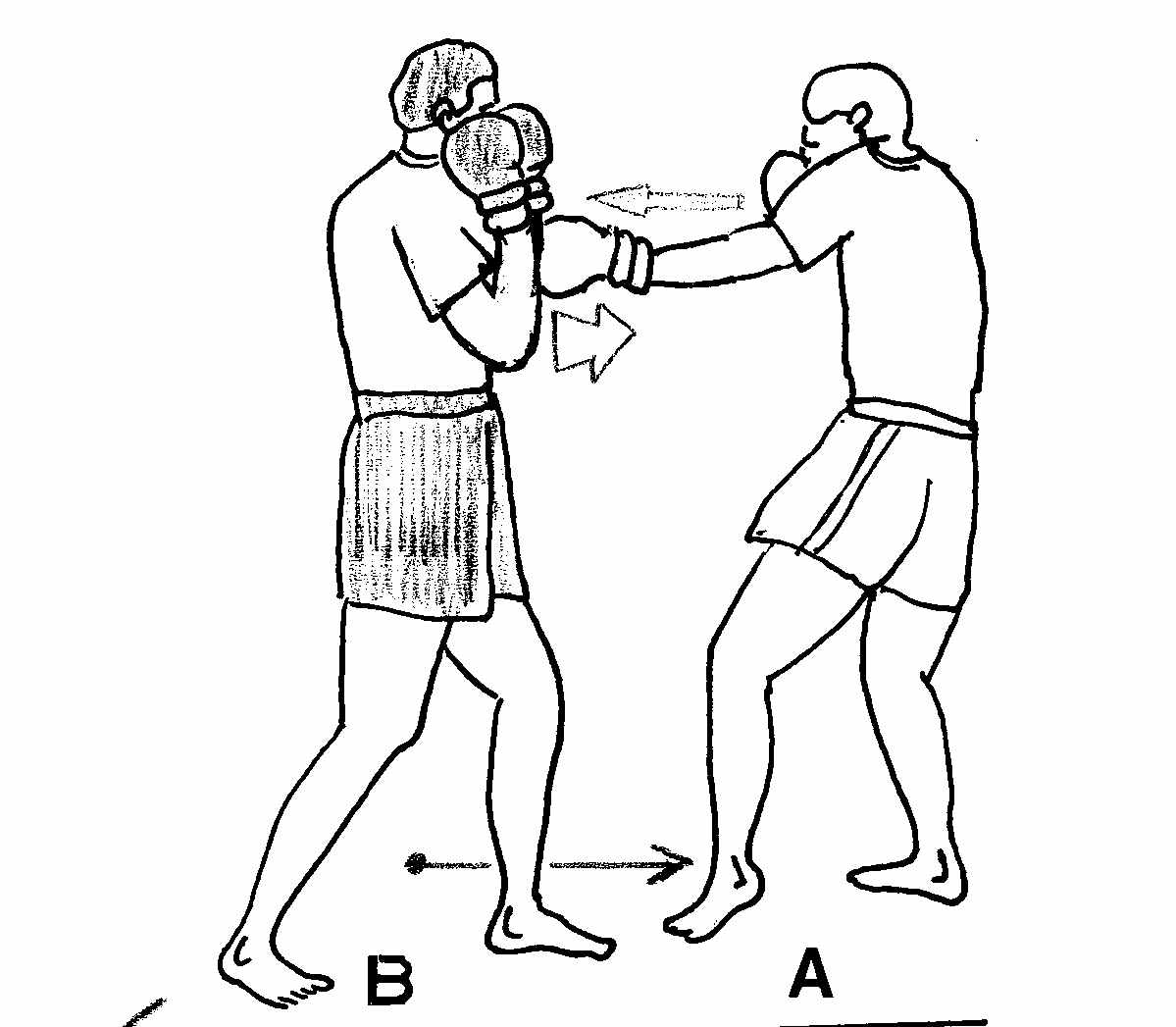
Blocage deux bras
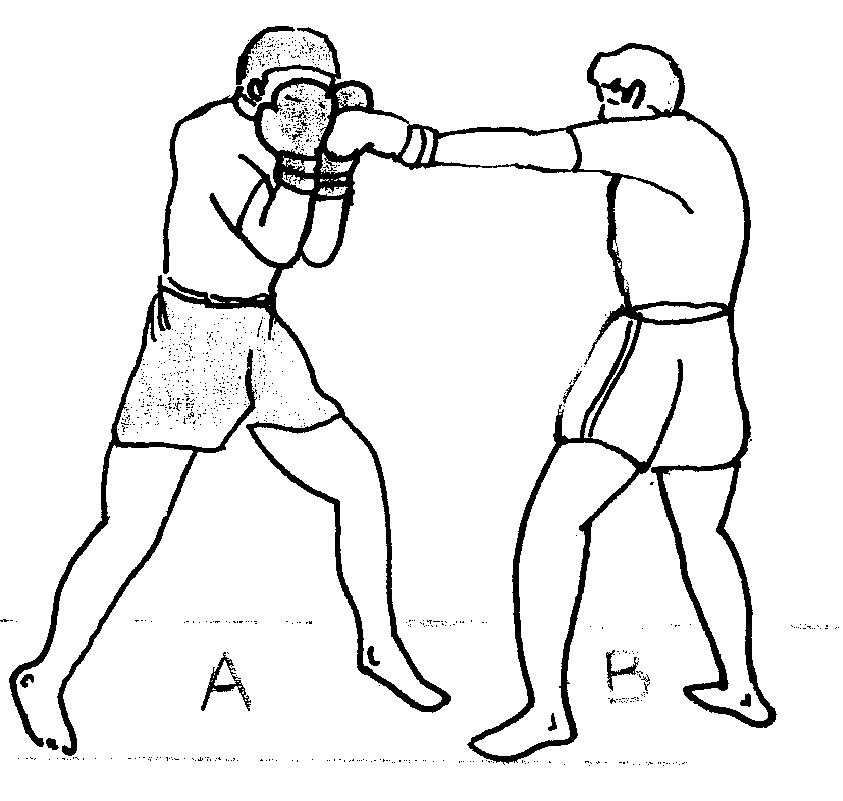
Couverture avec les deux gants
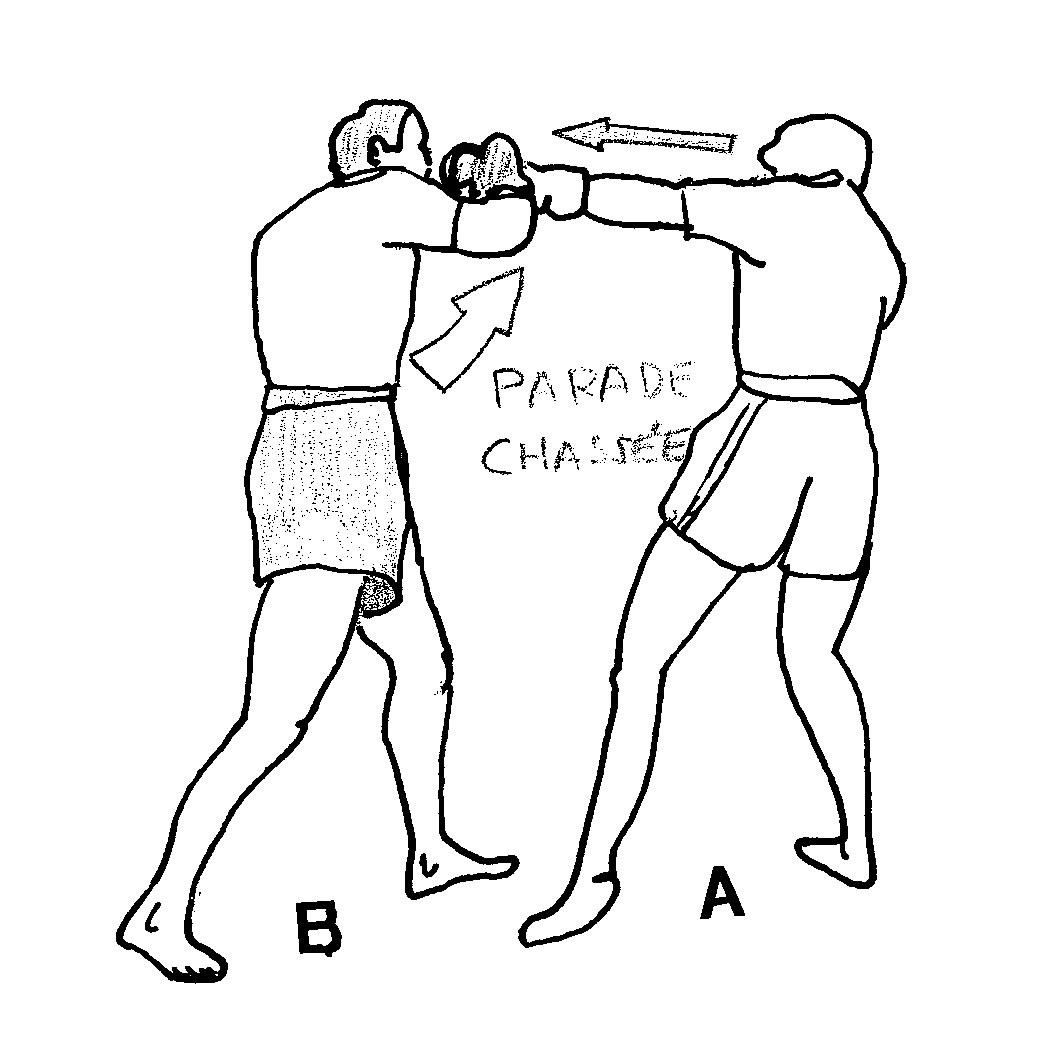
Déviation avec un gant
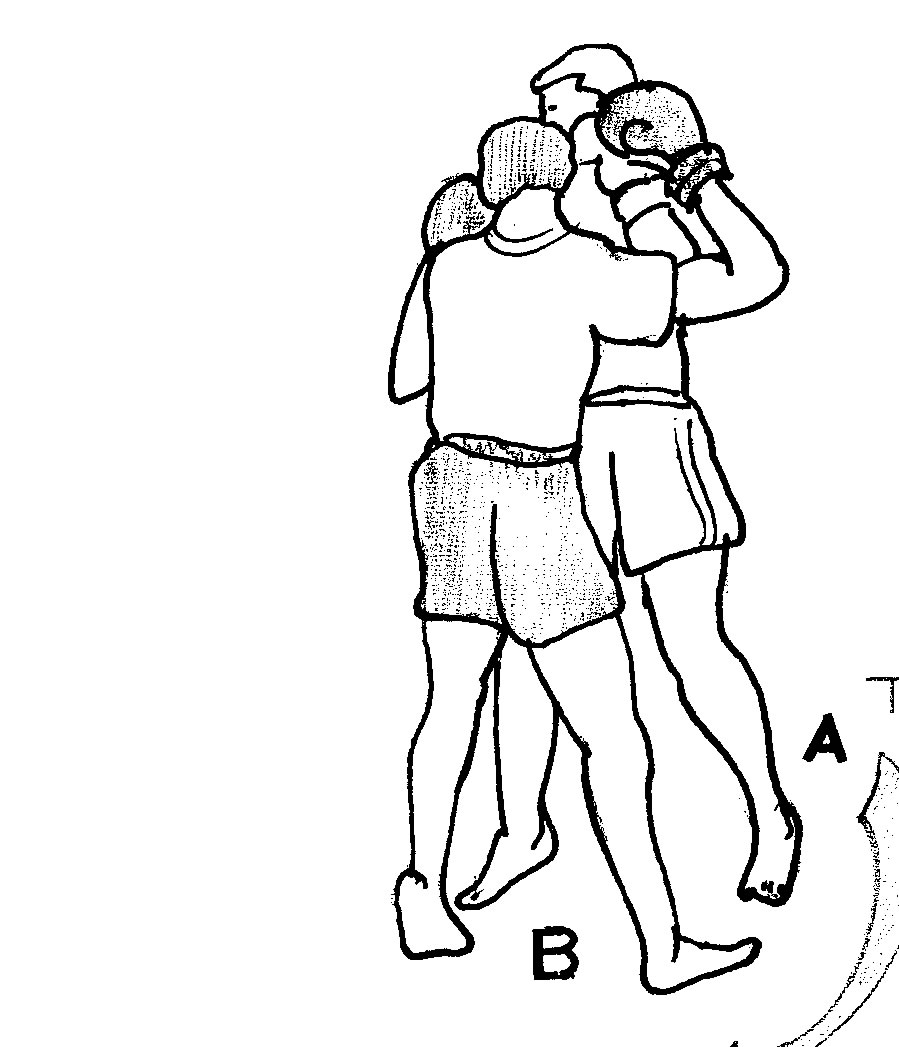
Neutraliser les bras en allant au corps-à-corps (« casser la distance »)

### Attitude,gardeet style utilisé
L’attitude désigne deux notions principales. D'abord, la façon de se tenir en situation d'opposition (façon d’être positionné, de se tenir, de s’orienter, d’être protégé ou en garde) et d'autre part, la façon de se comporter sur le plan du comportement d'opposition (style utilisé, stratégie globale employée...).
On recense différentes attitudes de combat en boxe : garde de trois-quarts face, garde de profil, garde en « crouch », garde basse, garde le poids sur jambe avant, garde le poids sur jambe arrière, garde en appuis très écartés. Quelquefois, la position du corps peut indiquer les intentions d’un combattant à l’égard de son adversaire. Ainsi, une attitude de profil peut être le signe d’un travail d’esquive, de riposte du bras avant ainsi que de contre.

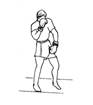
Garde basse (mixte).
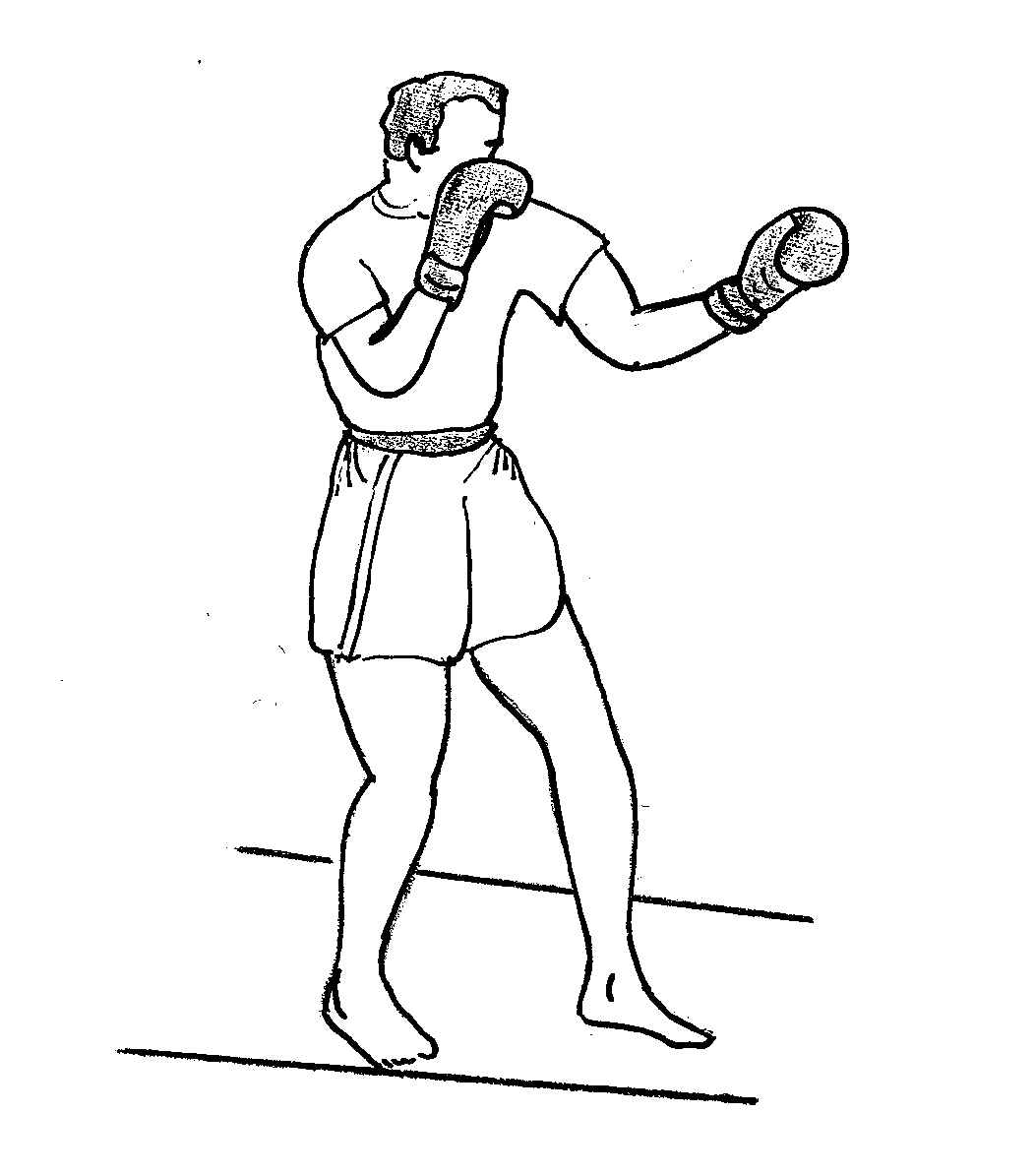
Garde haute et avancée.
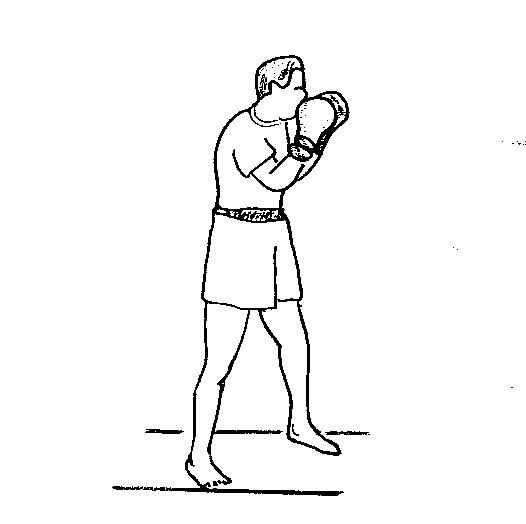
Garde haute rentrée.
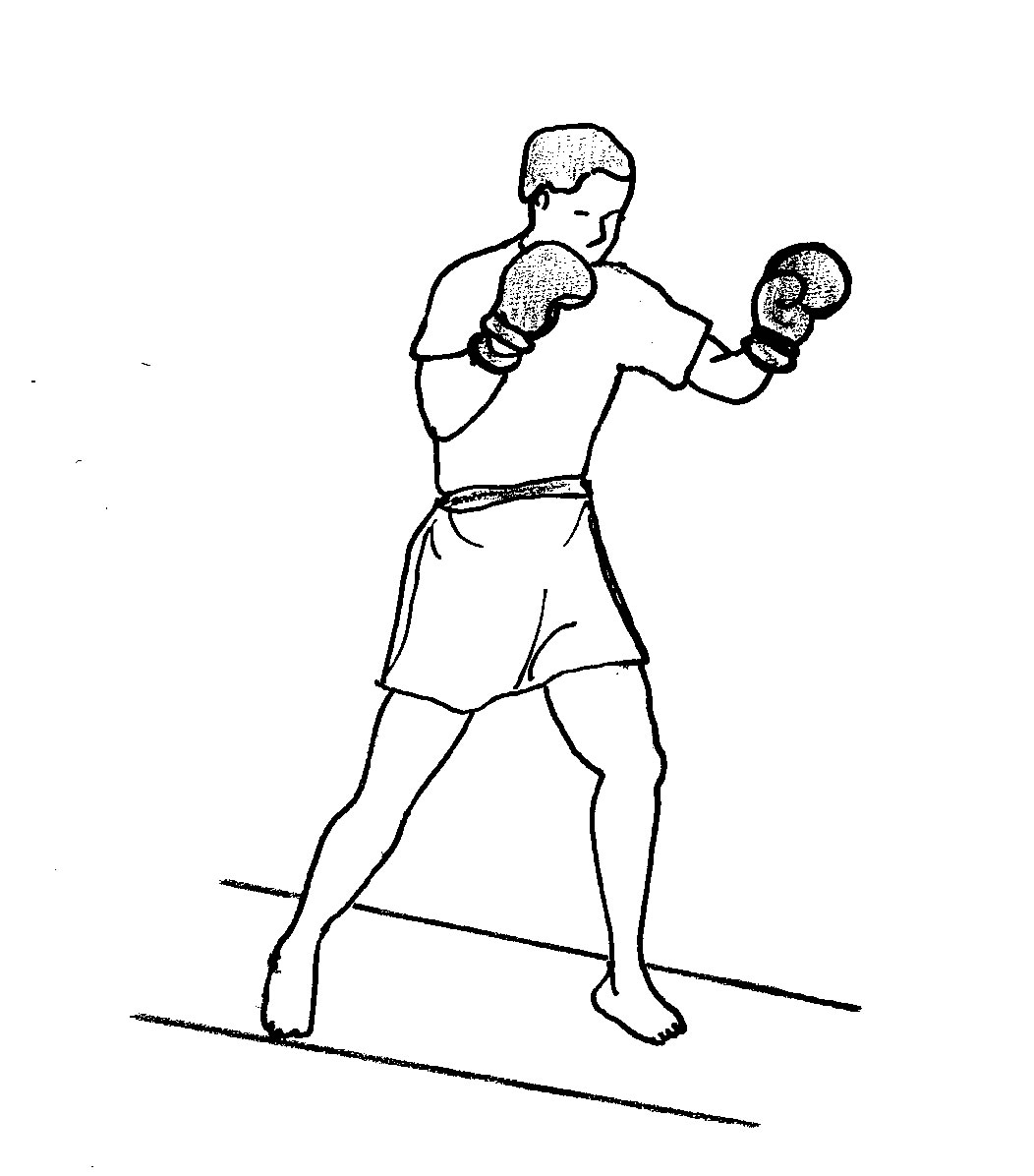
Garde haute.

#### Exemples de gardes

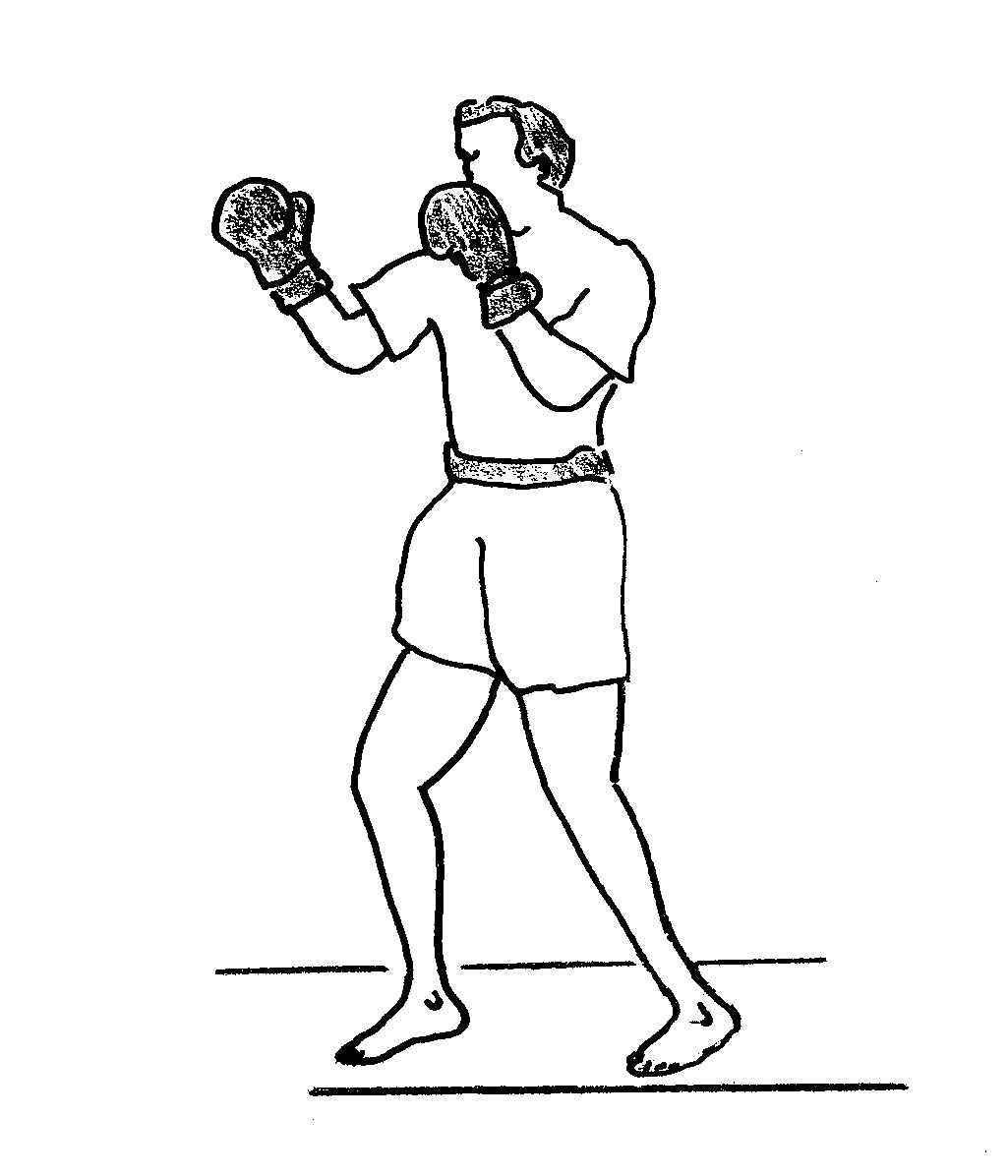
Attitude droite
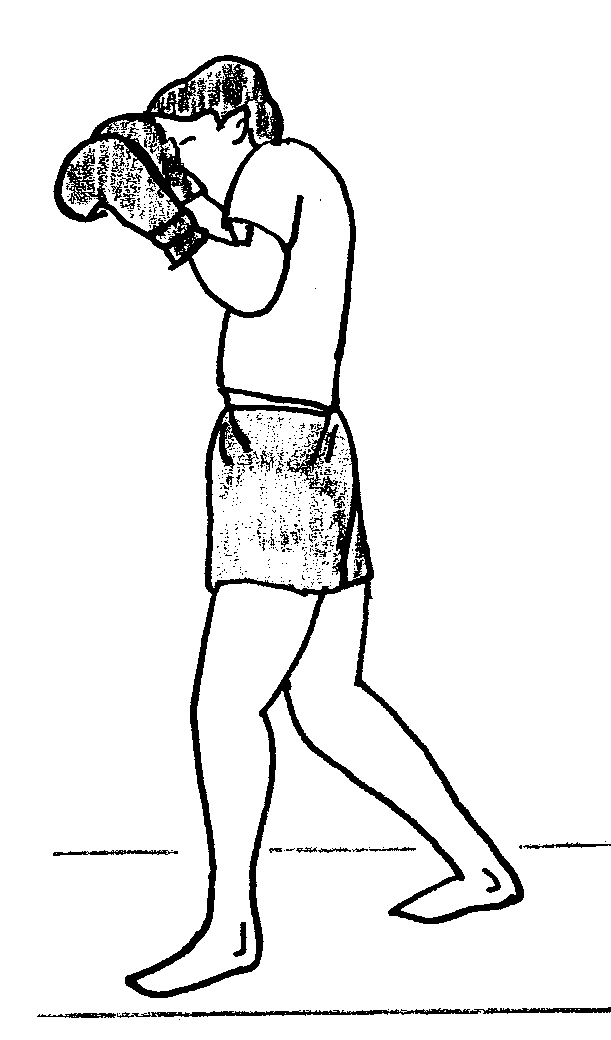
Attitude semi-enroulée
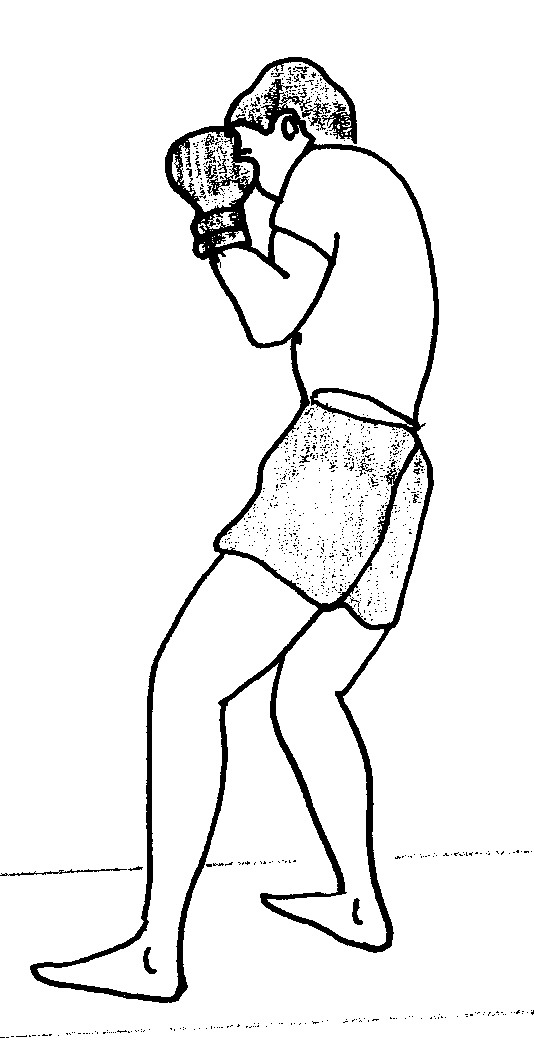
Attitude dos enroulé

## Dangers pour la santé
La boxe a la réputation d'être un sport dangereux. Les coups à répétition peuvent en effet être responsables de petits traumatismes crâniens. Le rôle du cutman peut s'avérer décisif pour stopper une hémorragie ou limiter un hématome pendant la minute de repos et réduire ainsi la gêne occasionnée pour un boxeur. Le nez, les arcades, les pommettes sont souvent cassés et très souvent touchés. Mais même si un certain nombre de décès et de traumatismes ont été relevés par le passé, le milieu de la boxe a pris conscience des risques encourus par les boxeurs et les conditions se sont nettement améliorées ces dix dernières années.

### Type de blessures et localisation

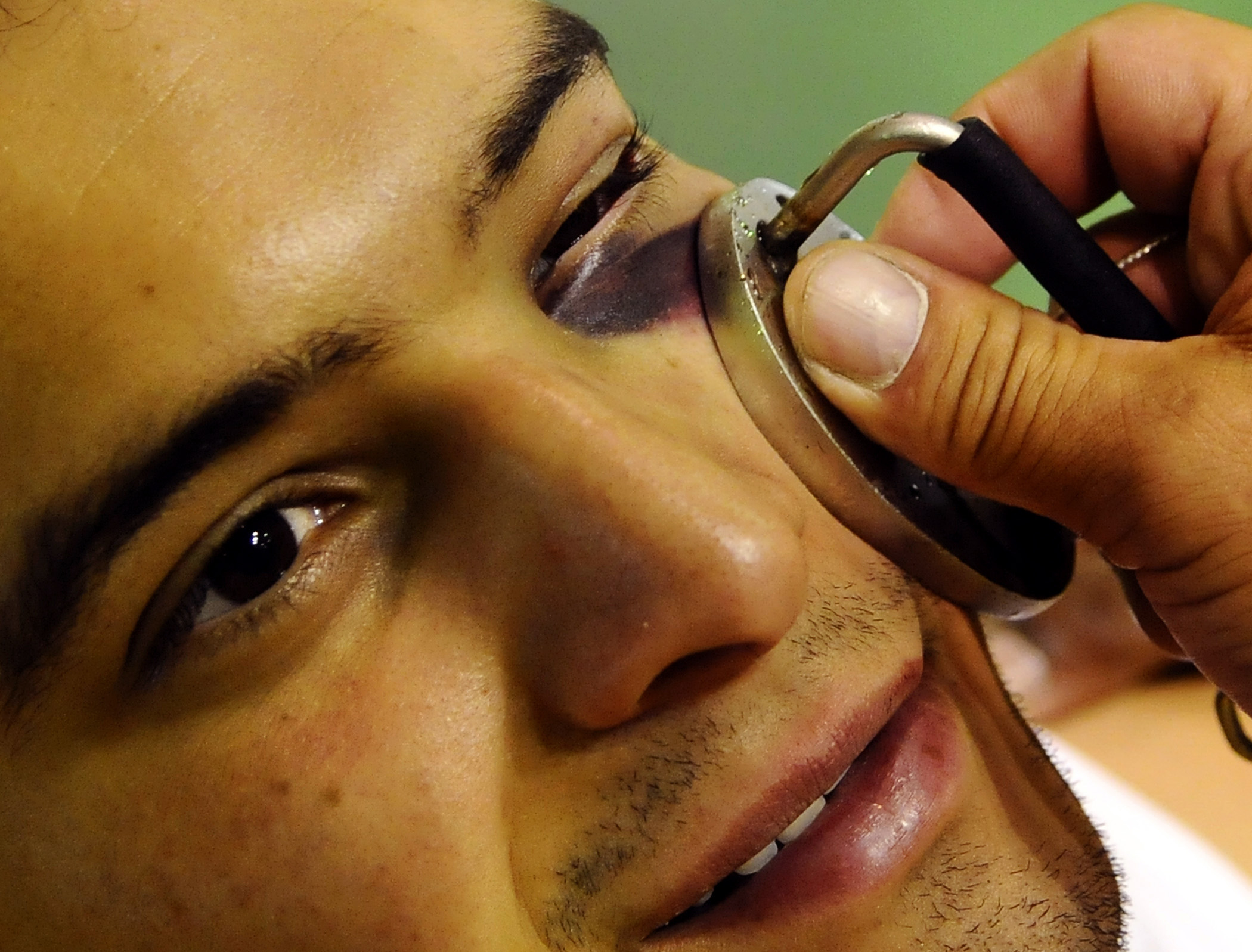
Œil au beurre noir

- Le visage : les chocs peuvent provoquer des fractures (nez, arcades, mâchoire), coquards, des plaies, des lésions au niveau des yeux, et des dents.
- Le buste : les coups peuvent causer des blessures au niveau du plexus solaire et fractures au niveau des côtes.
- Entorse : au niveau d'une articulation, les ligaments et les tissus avoisinants sont soudain étirés ou déchirés.
- Luxation : déplacement anormal, sous un choc violent, d'un ou plusieurs os au niveau de l'articulation. Le mouvement est impossible. Il faut bander et évacuer le blessé vers l'hôpital.
- Crampe : il s'agit d'une contraction soudaine, involontaire et douloureuse d'un muscle. Elle peut se produire en cas de mauvaise coordination musculaire ou si le corps perd beaucoup de sels minéraux et d'eau au cours d'une grosse transpiration. On soigne la crampe en étendant le muscle tout en massant la zone contractée. Pour la crampe du mollet, il est conseillé de plier les orteils vers le haut.

### Points sensibles du corps
- Un coup reçu au milieu de la poitrine, au niveau du plexus solaire, bloque le diaphragme. La victime, souffle coupé, s'asphyxie momentanément[20].
- Si le cœur, bien protégé, n'est pas aussi sensible qu'on le dit parfois, il faut toutefois prendre garde de ne pas recevoir des coups trop violents.
- Le foie, organe sensible bien protégé en général par le boxeur en garde normale, lorsqu'il est touché, rejette dans l'organisme une grande quantité de sang qui se retrouve chassée d'un seul coup et coupe les jambes du boxeur. Il peut être beaucoup plus risqué d'être touché à cet endroit chez un fausse garde, c'est-à-dire un boxeur avec la garde que peut employer par exemple un gaucher, main droite devant.

### KO
Il peut survenir de différentes façons, soit par un coup violent, soit par une succession de coups entraînant une perte de repères ou de connaissance. Après une chute au sol, le boxeur doit se relever avant que l'arbitre ait compté jusqu'à 10. Si le combattant demeure au sol ou se redresse trop tard et ne se remet pas spontanément en garde, il est considéré KO. La plupart du temps, les boxeurs sont amochés et ébranlés, le KO étant une commotion cérébrale. Il s'agit à proprement parler d'un coup violent qui fait reculer la tête très rapidement, ce qui va faire cogner brutalement le cerveau contre la boite crânienne, faisant alors perdre l'équilibre et ses repères au boxeur.
Il peut être donné en frappant à différents points sensibles de la tête :
- Tout d'abord les tempes, où l'os de l'enveloppe crânienne est à cet endroit le moins épais.
- L'oreille aussi est très sensible, en particulier l'oreille interne, centre de l'équilibre. Il n'est pas rare de voir un boxeur, touché sur l'oreille traverser le ring sans pouvoir retrouver son équilibre et s'affaisser en toute conscience.
- Le nez et les arcades, même s'ils ne sont pas vraiment des points sensibles pour le boxeur, peuvent devenir l'objet de blessures souvent difficiles à réduire pendant un combat. Nombre de décisions ont été obtenues par un abandon ou un arrêt de l'arbitre consécutif à une hémorragie nasale ou des arcades, voire des pommettes.
- La pointe du menton constitue également un point névralgique. Par exemple, un coup violent qui arrive par en dessous (uppercut) peut provoquer la perte de conscience immédiate du boxeur. Le crâne, relevé d'un seul coup, projette le cerveau contre la boîte crânienne, pouvant occasionner une encéphalite traumatique.

Afin de prévenir au mieux les éventuels risques pour la santé, des contrôles médicaux sont effectués périodiquement et avant chaque combat afin de vérifier l'aptitude des pratiquants, mais aussi de déceler le plus tôt possible d'éventuels troubles que la pratique de ce sport aurait déjà provoqués.

#### KO technique (TKO)
Lorsque la règle des trois knockdowns est en vigueur ou lorsqu'un boxeur est arrêté de boxer par ses hommes de coins, l'arbitre ou le médecin car il ne semble plus en mesure de se défendre efficacement, que ses attaques sont vaines ou qu'une blessure est jugée trop sérieuse, le boxeur est alors déclaré battu par « KO technique ».

#### Encéphalite post traumatique
L'encéphalite constitue le risque majeur à long terme de la pratique de la boxe, comme de tous les sports où les pratiquants peuvent subir de façon répétitive des traumatismes crâniens. La survenue de KO n'est nullement nécessaire à la constitution de ces lésions. Ces manifestations consistent au début en une maladresse progressive avec incoordination des mouvements et tremblements, parfois une certaine rigidité, une difficulté de la parole ; puis survient peu à peu un déficit intellectuel, allant jusqu'à la détérioration mentale complète. Les lésions responsables de ces signaux sont la plupart du temps des déchirures de petite taille du tissu cérébral, plus ou moins nombreuses et réparties sur la zone concernée, conséquence de l'alternance rapide d'accélérations de sens contraire lors de coups au crâne, avec ou sans KO. Ces lésions sont similaires à celles observées dans les suites de tous types de traumatismes crâniens sévères (un traumatisme unique pouvant suffire par ailleurs à constituer un tableau clinique extrêmement grave). L'imagerie médicale, relativement pauvre jusqu'au scanner X (au stade de l'atrophie cérébrale très tardive), montre parfaitement ces lésions multiples en imagerie par résonance magnétique (IRM). L'évolution est plus ou moins rapide mais reste progressivement grave. 

## Boxeurs célèbres

### Légendes du Noble Art
| Années 1900 | Abe Attell            | James J. Corbett    | Joe Gans         | Bob Fitzsimmons  | James J. Jeffries | Stanley Ketchel      | Terry McGovern     | John L. Sullivan   |
| Années 1910 | Jack Britton          | Johnny Coulon       | Jack Johnson     | Johnny Kilbane   | Ted Lewis         | Freddie Welsh        | Jimmy Wilde        | Kid Williams       |
| Années 1920 | Georges Carpentier    | Jack Dempsey        | Johnny Dundee    | Harry Greb       | Tommy Loughran    | Mike McTigue         | Gene Tunney        | Mickey Walker      |
| Années 1930 | Henry Armstrong       | Max Baer            | Tony Canzoneri   | Primo Carnera    | Joe Louis         | Barney Ross          | Max Schmeling      | Marcel Thil        |
| Années 1940 | Marcel Cerdan         | Rocky Graziano      | Jack LaMotta     | Gus Lesnevich    | Joe Louis         | Willie Pep           | Sugar Ray Robinson | Tony Zale          |
| Années 1950 | Ezzard Charles        | Kid Gavilan         | Rocky Marciano   | Archie Moore     | László Papp       | Floyd Patterson      | Pascual Pérez      | Sugar Ray Robinson |
| Années 1960 | Mohamed Ali           | Nino Benvenuti      | Flash Elorde     | Émile Griffith   | Fighting Harada   | Sonny Liston         | Dick Tiger         | José Torres        |
| Années 1970 | Mohamed Ali           | Alexis Arguello     | Wilfred Benitez  | Roberto Durán    | George Foreman    | Joe Frazier          | Carlos Monzón      | Teófilo Stevenson  |
| Années 1980 | Julio César Chávez    | Roberto Durán       | Marvin Hagler    | Thomas Hearns    | Larry Holmes      | Sugar Ray Leonard    | Michael Spinks     | Mike Tyson         |
| Années 1990 | Riddick Bowe          | Michael Carbajal    | George Foreman   | Arturo Gatti     | Naseem Hamed      | Virgil Hill          | Oscar de la Hoya   | Evander Holyfield  |
| Années 1990 | Roy Jones Jr.         | Lennox Lewis        | Ricardo López    | Terry Norris     | Félix Savón       | Johnny Tapia         | James Toney        | Felix Trinidad     |
| Années 1990 | Pernell Whitaker      |                     |                  |                  |                   |                      |                    |                    |
| Années 2000 | Marco Antonio Barrera | Joe Calzaghe        | Miguel Cotto     | Oscar de la Hoya | Nonito Donaire    | Ricky Hatton         | Bernard Hopkins    | Vitali Klitschko   |
| Années 2000 | Wladimir Klitschko    | Juan Manuel Márquez | Floyd Mayweather | Fernando Montiel | Erik Morales      | Shane Mosley         | Manny Pacquiao     |                    |
| Années 2010 | Canelo Álvarez        | Adrien Broner       | Gennady Golovkin | Román González   | Vasyl Lomachenko  | Guillermo Rigondeaux | Katie Taylor       | Andre Ward         |
| Années 2010 | Anthony Joshua        | Deontay Wilder      | Tyson Fury       | Oleksandr Usyk   |                   |                      |                    |                    |

## Filmographie
Voir la liste de films de boxe anglaise.